# Ursulinenklooster (Maastricht)
Het Ursulinenklooster is het voormalige klooster van de zusters Ursulinen van de Romeinse Unie in het centrum van de Nederlandse stad Maastricht. Het gebouwencomplex aan de Grote Gracht en Capucijnenstraat bestaat uit een klooster, een kloosterkapel en diverse scholen, waaronder zich diverse rijks- en gemeentemonumenten bevinden. De zusters bezaten tevens een buitenhuis in Sint Pieter, waar zich ook de begraafplaats bevindt. Naast de Ursulinen van de Romeinse Unie waren er twee andere congregaties van ursulinen in Maastricht: aan de Scharnerweg en in Nazareth.

## Geschiedenis

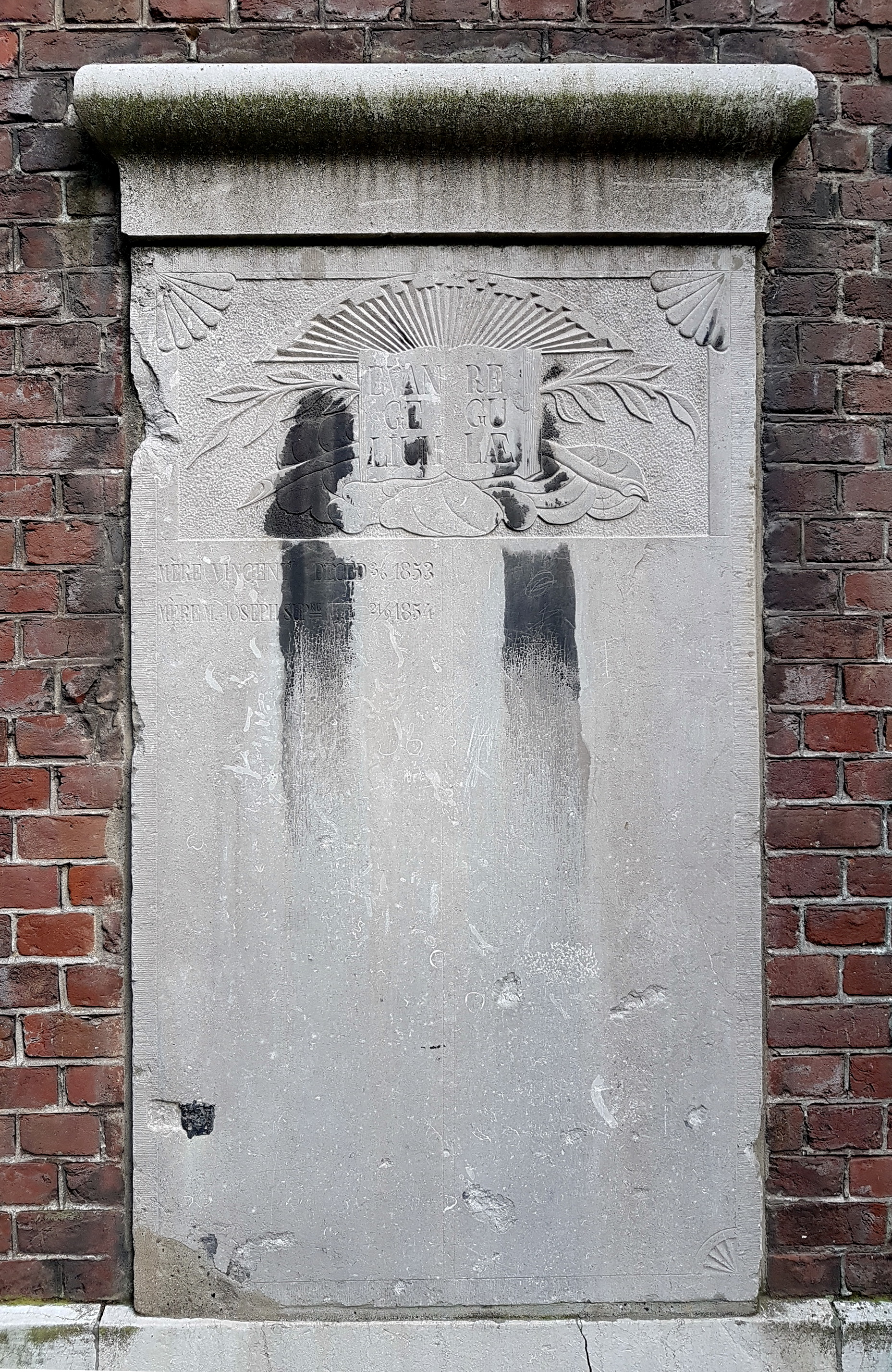
Gedenksteen met namen van de eerste oversten

In 1850 vestigden de Ursulinen van Tildonk zich in Maastricht, daartoe aangespoord door de priester en kloosterstichter Louis Hubert Rutten. Het was de tweede stichting in Nederland, na die van het klooster en pensionaat Jerusalem in Venray in 1838, dat tevens als moederklooster fungeerde bij de Maastrichtse stichting. De zusters vestigden zich aanvankelijk aan de Jodenstraat, waar Rutten in 1843 in zijn eigen woonhuis een bewaarschool voor meisjes, later ook een armenschool voor jongens had gesticht. In het eerste jaar meldden zich al vier Maastrichtse postulanten aan. Ook twee leden van de gefortuneerde familie Claereboets, rijk geworden met het fabriceren van behangselpapier, traden in. In 1853 kwam op het achterterrein van het woonhuis een zaal met daarboven een kapel gereed (zie Kapel Vincentiusvereniging). Vanwege het groeiend aantal zusters werd een groter huis langs het Kanaal Luik-Maastricht (tegenwoordig Kesselskade) betrokken. In de Mariastraat werd een school voor betalende meisjes geopend.
In 1863 verhuisden de ursulinen naar de Grote Gracht, waar ze een tweetal herenhuizen hadden verworven, het huis Bonhomme (nr. 74) en het huis Cumberland (nr. 76). In 1865 werd in de Hondstraat een tweede bewaarschool voor arme meisjes geopend, een jaar later aangevuld met een lagere school. Later verhuisde deze school naar de Stokstraat. De school voor betalende meisjes was met de zusters meeverhuisd naar de Grote Gracht/Capucijnenstraat. De congregatie ontving veel financiële steun van de familie Claereboets bij de bouw van haar klooster en scholen. Ook de kapel aan de Capucijnenstraat, een ontwerp van Johannes Kayser, werd in 1890-1892 gebouwd in opdracht van de familie Claereboets. In 1890 moesten ze de school aan de Jodenstraat overgeven aan de zusters van het Arme Kind Jezus van de Boschstraat (Refugie van Hocht), omdat ze door de nieuwe eisen van de Schoolwet van 1889 onvoldoende geschoolde leerkrachten konden leveren. In 1907 openden ze in Sint Pieter een bewaarschool en een lagere school.
In 1928 sloot de congregatie zich aan bij de Ursulinen van de Romeinse Unie. Rondom de kapel en het klooster bouwden de zusters in de loop der jaren een scholencomplex bestaande uit een lagere meisjesschool (Capucijnenstraat 120), een lyceum en hbs voor meisjes (Grote Gracht 76) en een kweekschool voor onderwijzeressen (Capucijnenstraat 118). Voor de huisvesting van laatstgenoemde opleiding, opgericht in 1869 en uitsluitend bedoeld voor de opleiding van religieuzen, kochten ze in 1916 het Huis Tielens in de Capucijnenstraat aan, dat in 1933 moest wijken voor nieuwbouw. Al eerder, in 1927, was het Huis Cumberland vervangen door nieuwbouw van de hbs, in 1938 uitgebreid met een nieuwe vleugel voor het lyceum. Van 1867 tot 1914 was aan dit scholencomplex een pensionaat verbonden, dat in 1914 werd overgeplaatst naar het Ursulinencomplex in Eijsden. De Maastrichtse ursulinenscholen ontwikkelden zich in de naoorlogse periode tot Jeanne d'Arclyceum en MMS/Havo Stella Maris, die omstreeks 1980 respectievelijk opgingen in het Porta Mosana College in Maastricht-Oost en het Stella Maris College in Meerssen. In 2005 verlieten de laatste religieuzen Maastricht. Op het kerkhof van Sint-Pieter boven is een sectie gereserveerd voor de overledenen van deze congregatie.
In het klooster aan de Grote Gracht en Capucijnenstraat is tegenwoordig het woon- en zorgcentrum De Merici gevestigd, met 35 zelfstandige zorgappartementen voor personen met een verstandelijke beperking. De kapel is enige tijd in gebruik geweest als museum voor heiligenbeelden (Museum N More). Tegenwoordig is er museum Sjoen Limburg gevestigd, van de Stichting Vrienden van De Merici. Er worden onder andere maquettes van vakwerkhuizen, kastelen, watermolens en andere gebouwen tentoongesteld, die de cultuurhistorie van Limburg illustreren. Verder zijn er oude foto's te zien van het klooster, de ursulinenscholen, het pensionaat en de omgeving van de Grote Gracht. Van het klooster zijn enkele 19e-eeuwse beelden afkomstig en een collectie schilderijen, prenten en geborduurde iconen. In de maand december vindt er een tentoonstelling plaats van kerststalletjes en kerstgroepen uit de hele wereld. In 2018 besloot het museum Afrika Anders (met een collectie afkomstig van het Missiehuis Cadier en Keer) het Ursulinenklooster in Eijsden te verruilen voor het Maastrichtse ursulinenklooster, waar het de ruimte deelt met Sjoen Limburg.
De voormalige kweekschool van de ursulinen aan de Capucijnenstraat is tegenwoordig in gebruik als Montessorischool Binnenstad. In de naastgelegen voormalige lagere meisjesschool is sinds 2008 de studentenvereniging SV Circumflex gevestigd. Het voormalige lyceum aan de Grote Gracht is in gebruik bij de Universiteit Maastricht. Sinds 2016 is hier een dependance van de School of Business and Economics ondergebracht, alsmede het Maastricht Centre for Entrepreneurship.

## Erfgoed

### Huis Bonhomme
Het woonhuis van de familie Bonhomme aan de Grote Gracht 74 is een voornaam herenhuis uit het begin van de 18e eeuw, dat de ursulinen eind 19e eeuw verwierven en toen sterk lieten verbouwen, waarbij het hoofdgebouw hoger werd opgetrokken. Dit is duidelijk te zien aan de merkwaardige vensterindeling van de voorgevel. Van het L-vormige pand grenst alleen de lagere zijvleugel direct aan de straat. Beide vleugels liggen aan een voorhof, die door een gestucte muur gescheiden is van de Grote Gracht. In de muur bevindt zich een grote 19e-eeuwse inrijpoort van Naamse steen in neoclassicistische stijl en een kleinere poort.

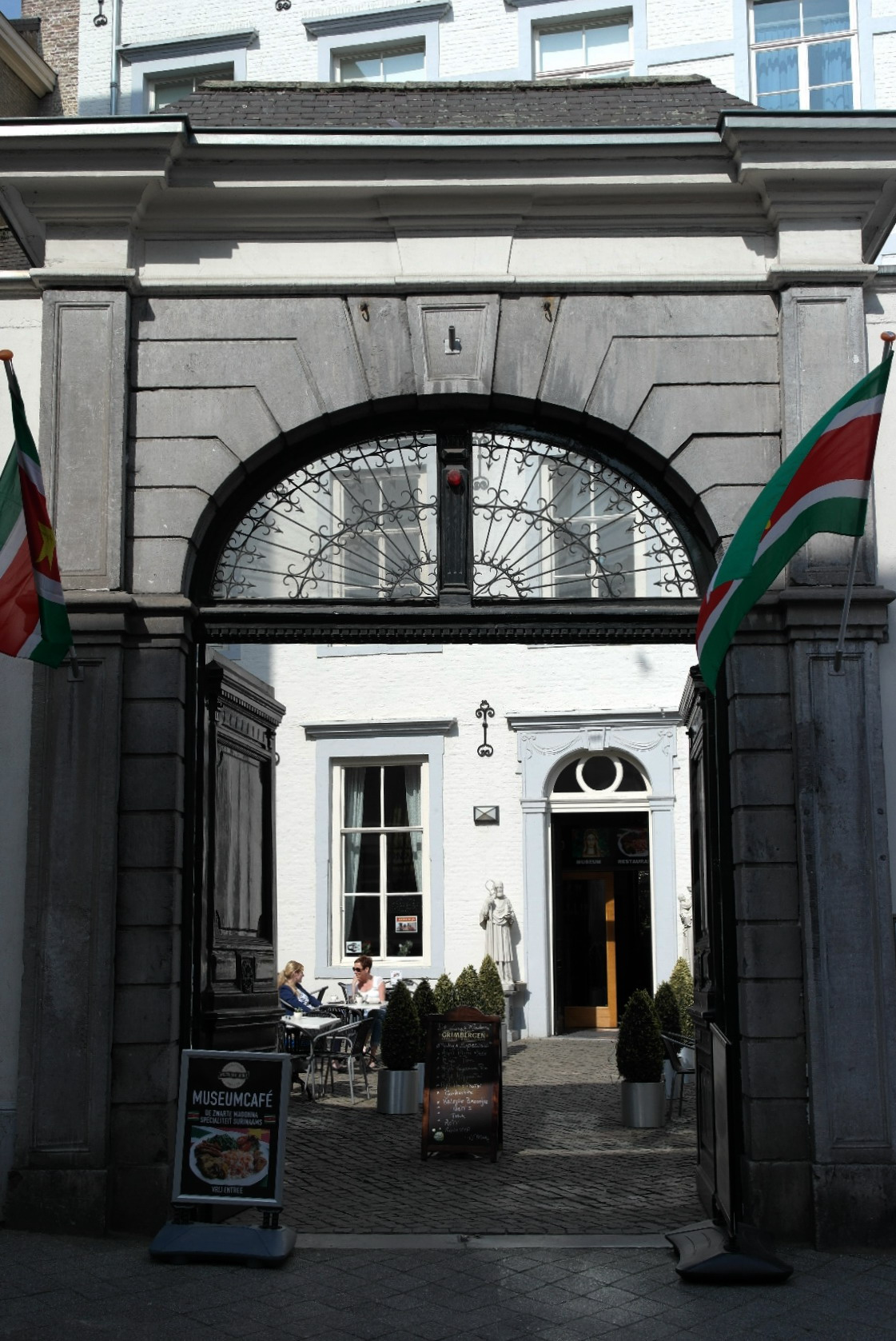
Inrijpoort Grote Gracht
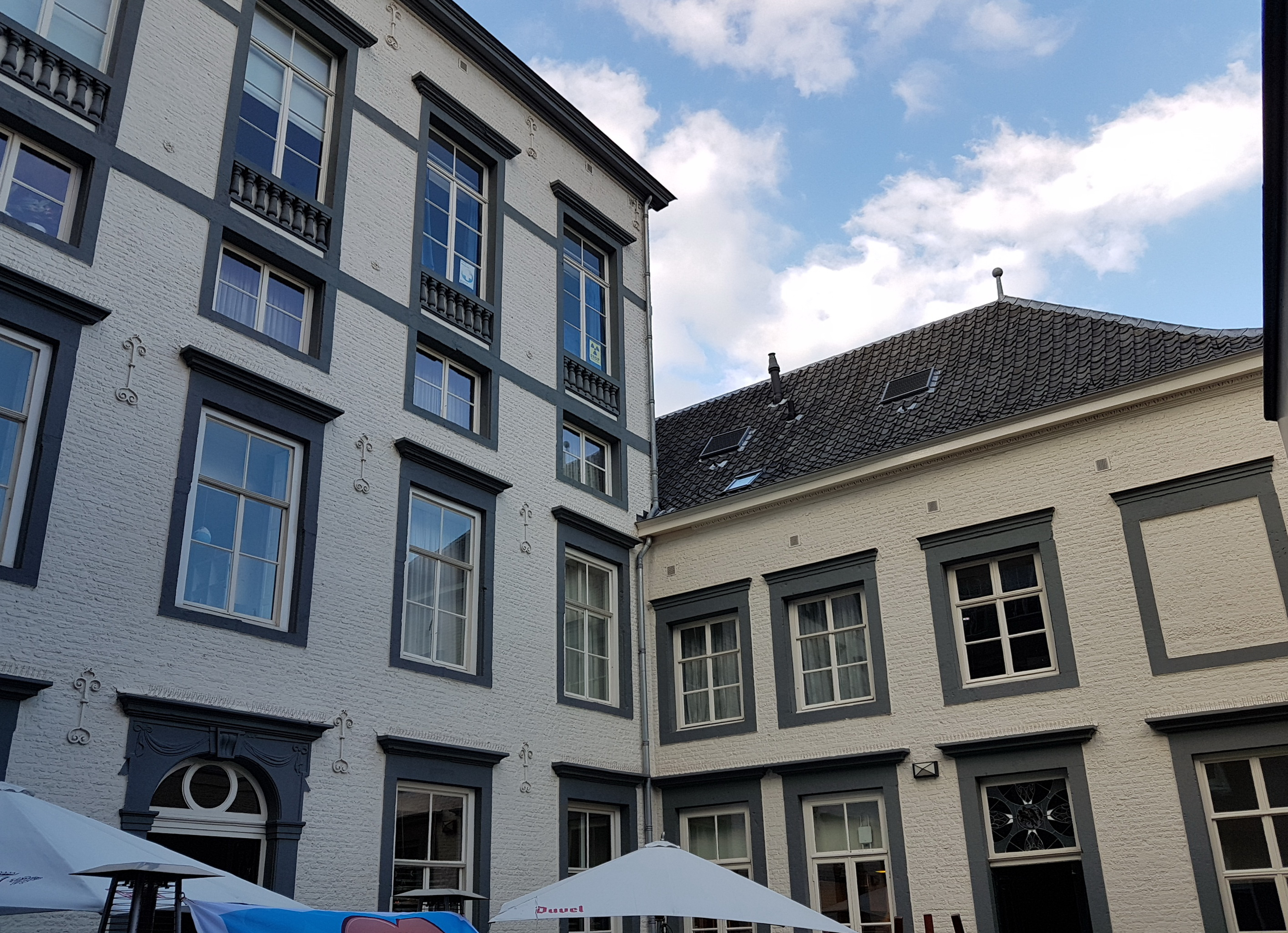
Hoofdgebouw en zijvleugel
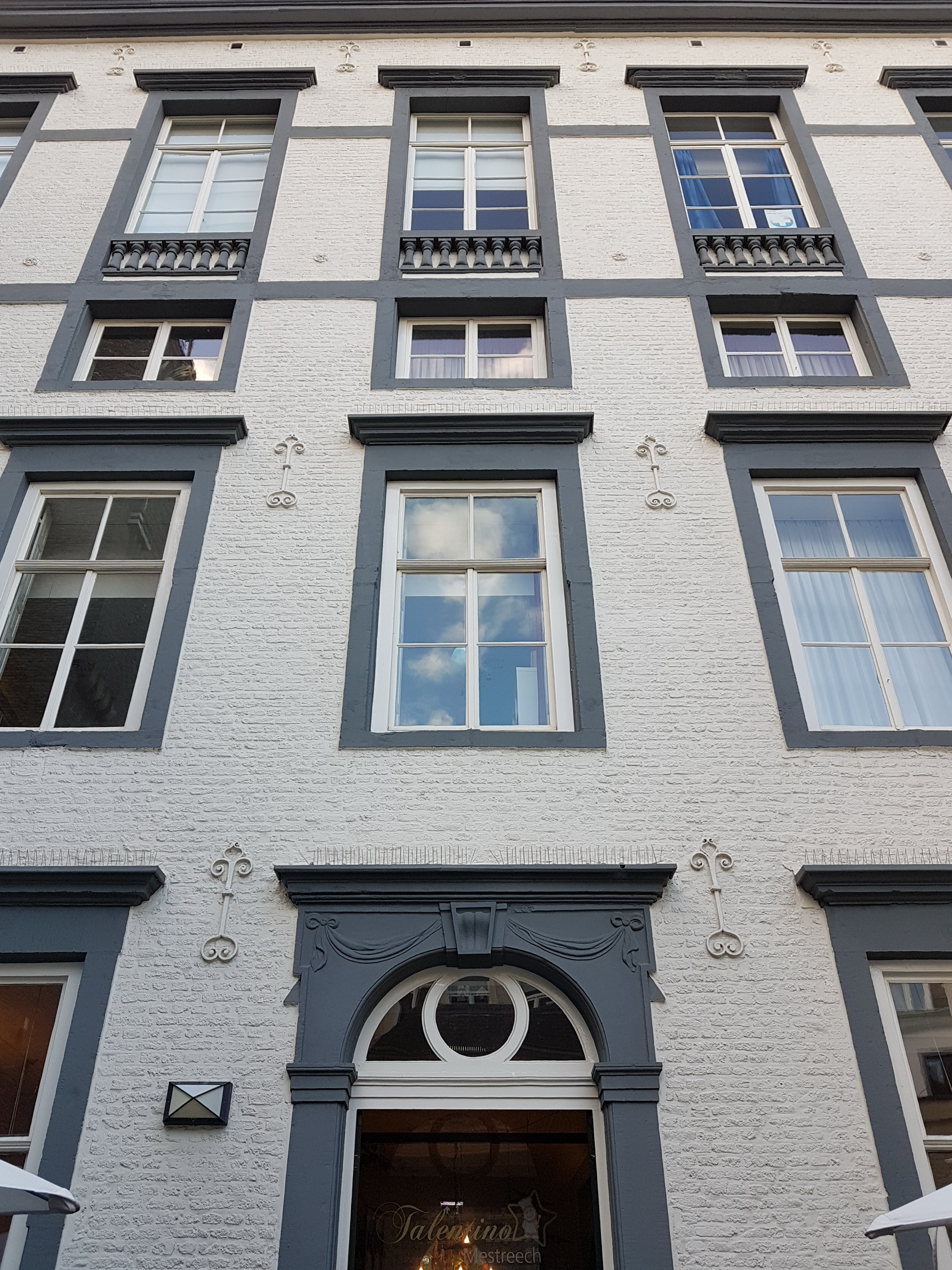
Entree hofzijde
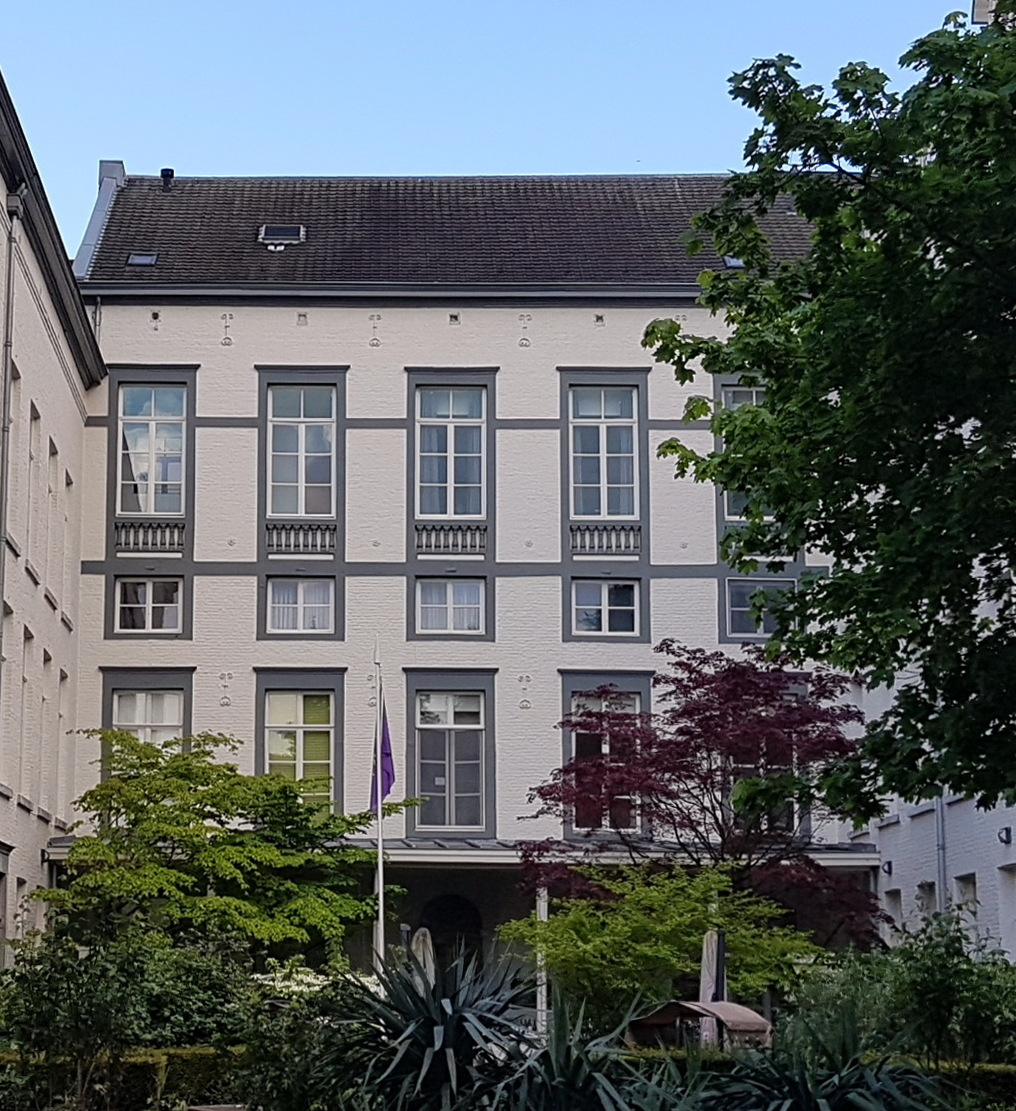
Tuinzijde

### Kloostergebouwen
Het volumineuze klooster van de ursulinen ligt deels achter het huis Bonhomme, deels achter het verdwenen huis Hertog van Cumberland, het latere meisjeslyceum. Alle kloostervleugels tellen drie verdiepingen met hoog opgaande zadeldaken. De gevels van het huis Bonhomme en de kloostervleugels rondom de binnentuin zijn wit geschilderd. Op de noordoosthoek van het U-vormige complex achter het lyceum bevindt zich een achthoekige traptoren met een koperen torenspits. Aan de achterzijde bevindt zich een trapgevel waarin een beeld is geplaatst van een mannelijke heilige die een kind draagt. Op de sokkel is een engel afgebeeld.

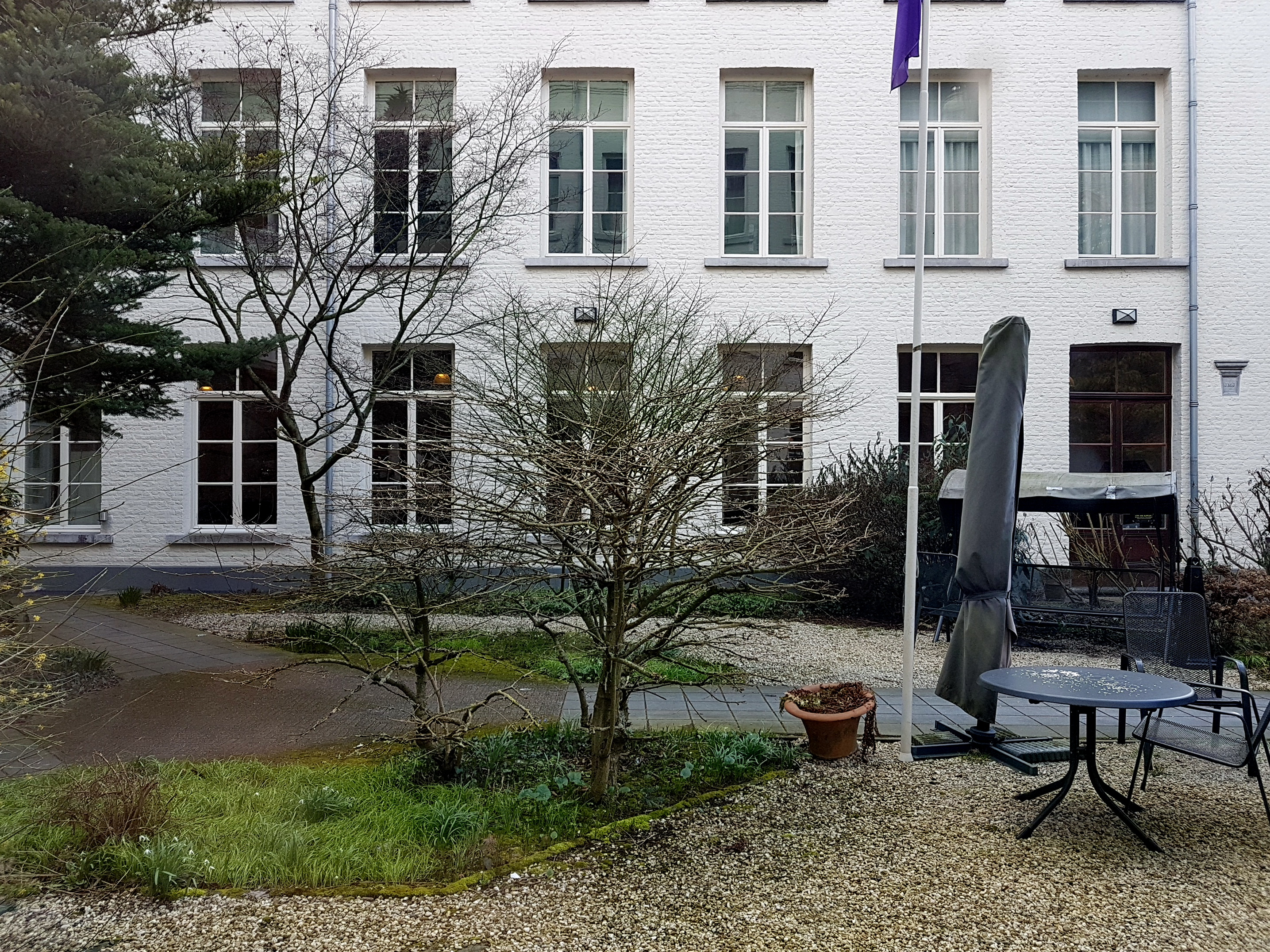
Binnentuin met wit geschilderde kloostervleugel
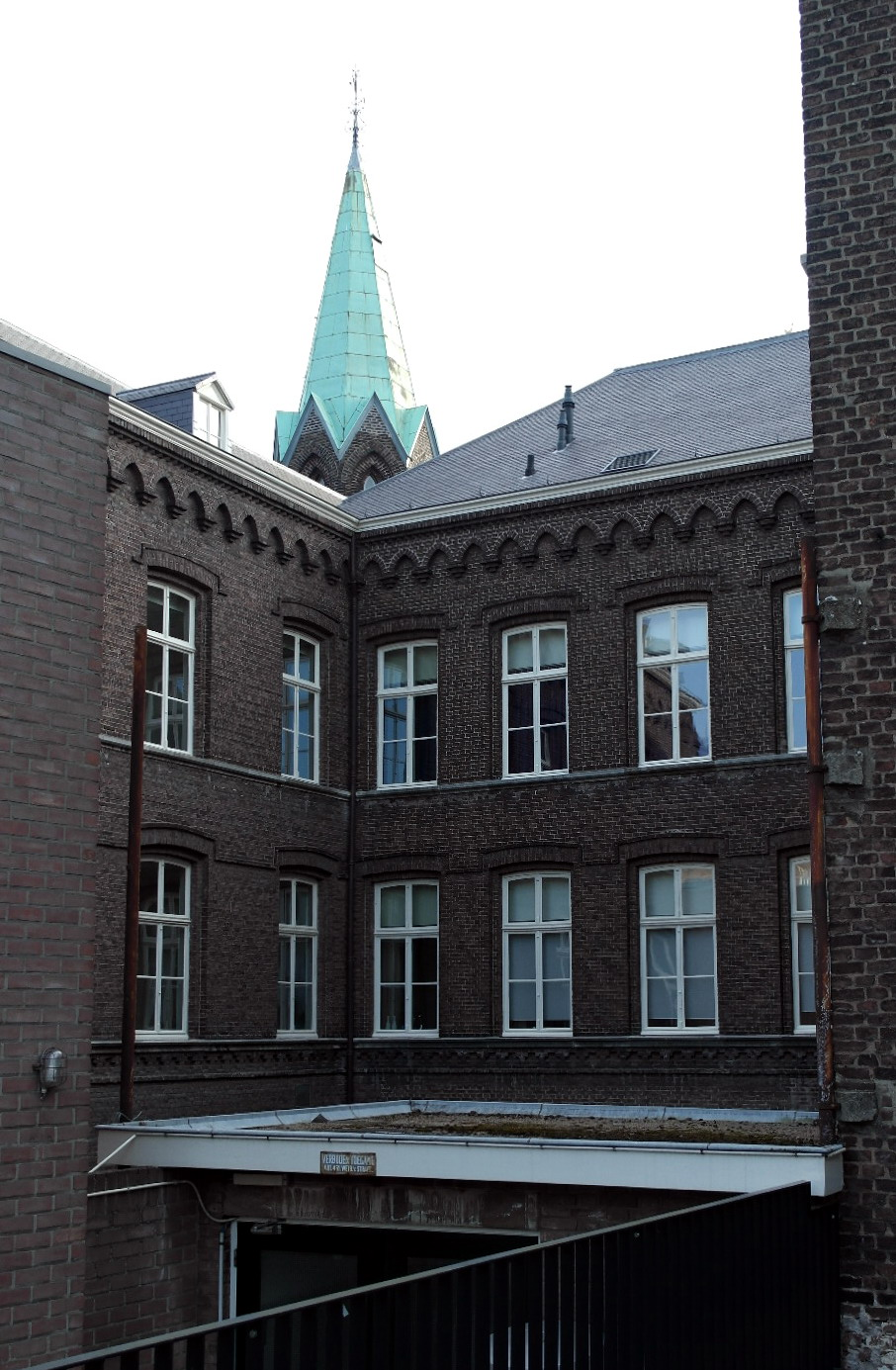
U-vormig complex met traptoren
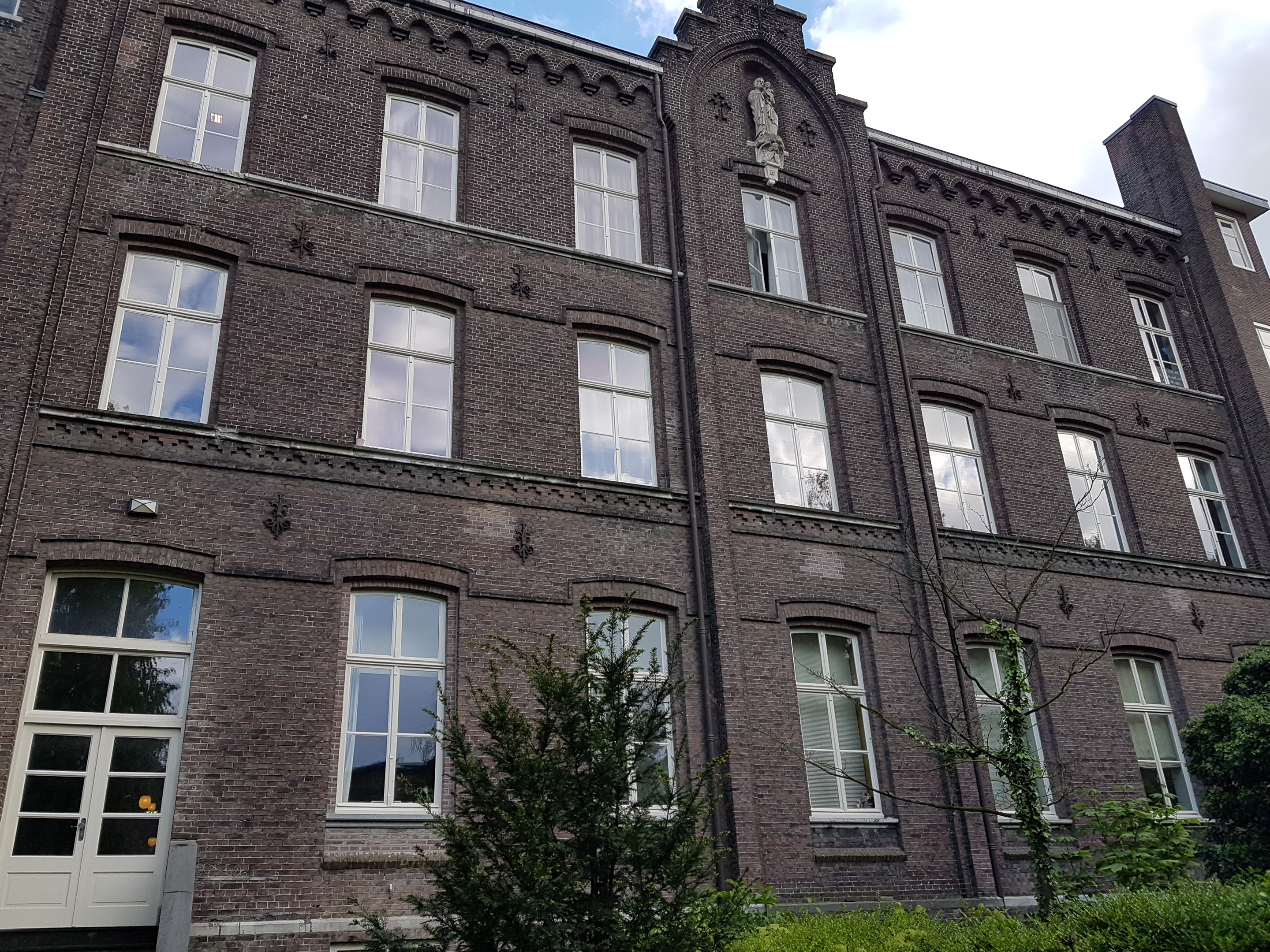
Noordvleugel met trapgevel en heiligenbeeld
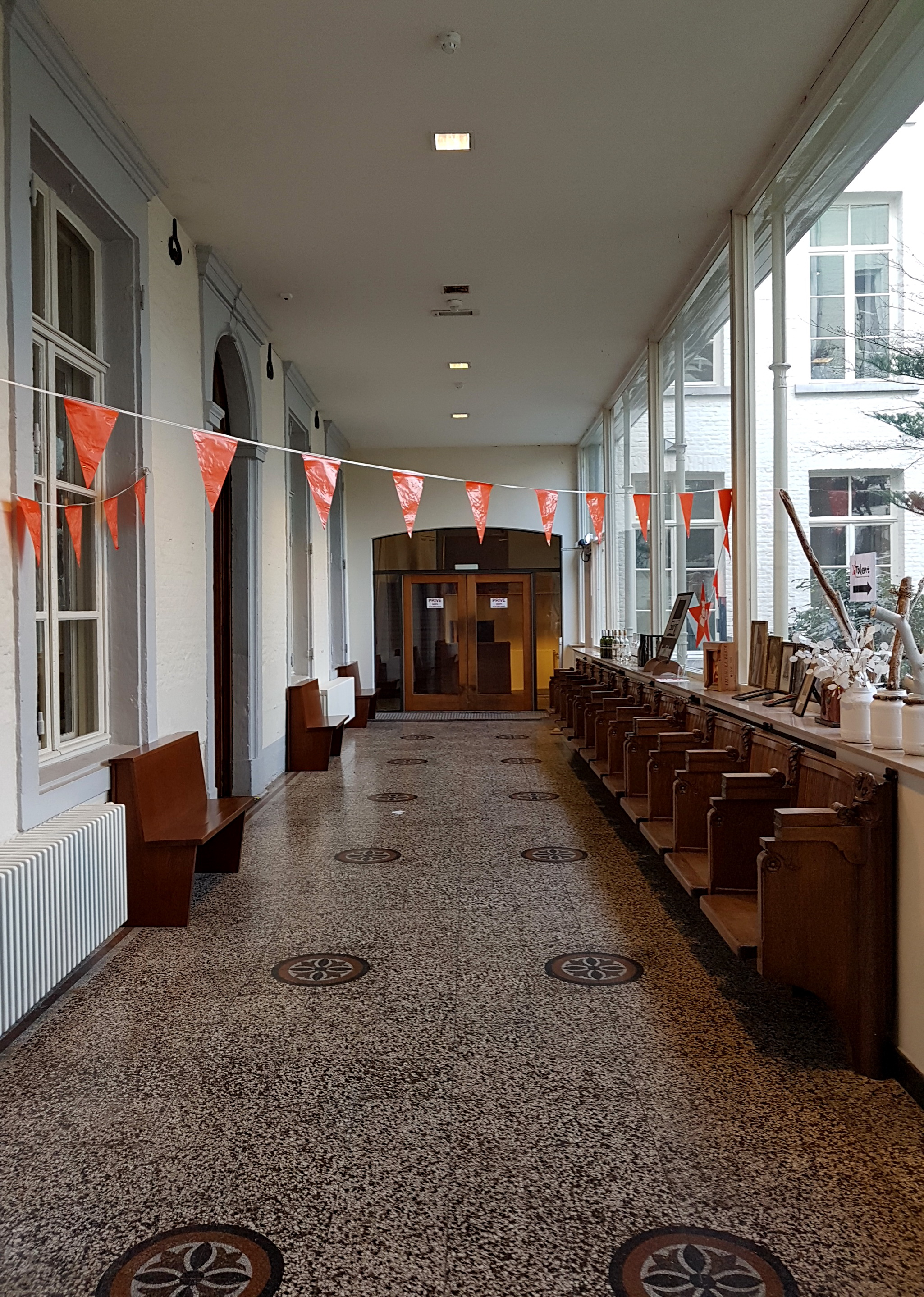
Kloostergang achterzijde Huis Bonhomme

### Kloostertuin
De kloostertuin dateert uit het eind van de 19e eeuw, maar is herhaaldelijk heringericht; voor het laatst in 1950. Uit de eerste periode dateert het smeedijzeren hekwerk aan de noordzijde. De kloostertuin ligt op een hellend terrein waarin enkele terrassen zijn aangelegd. Een deel is ingericht als moestuin. Een opvallend element is het achthoekige tuinpaviljoen met een ajourlijst. In de tuin staan enkele bijzondere bomen, waaronder een moerbeiboom. Verder staan er enkele beelden (o.a. van Sint-Jozef met kindje Jezus, en een ursuline met een schoolkind) en een reliëf van Angela Merici, de
stichteres van de Ursulinenorde.

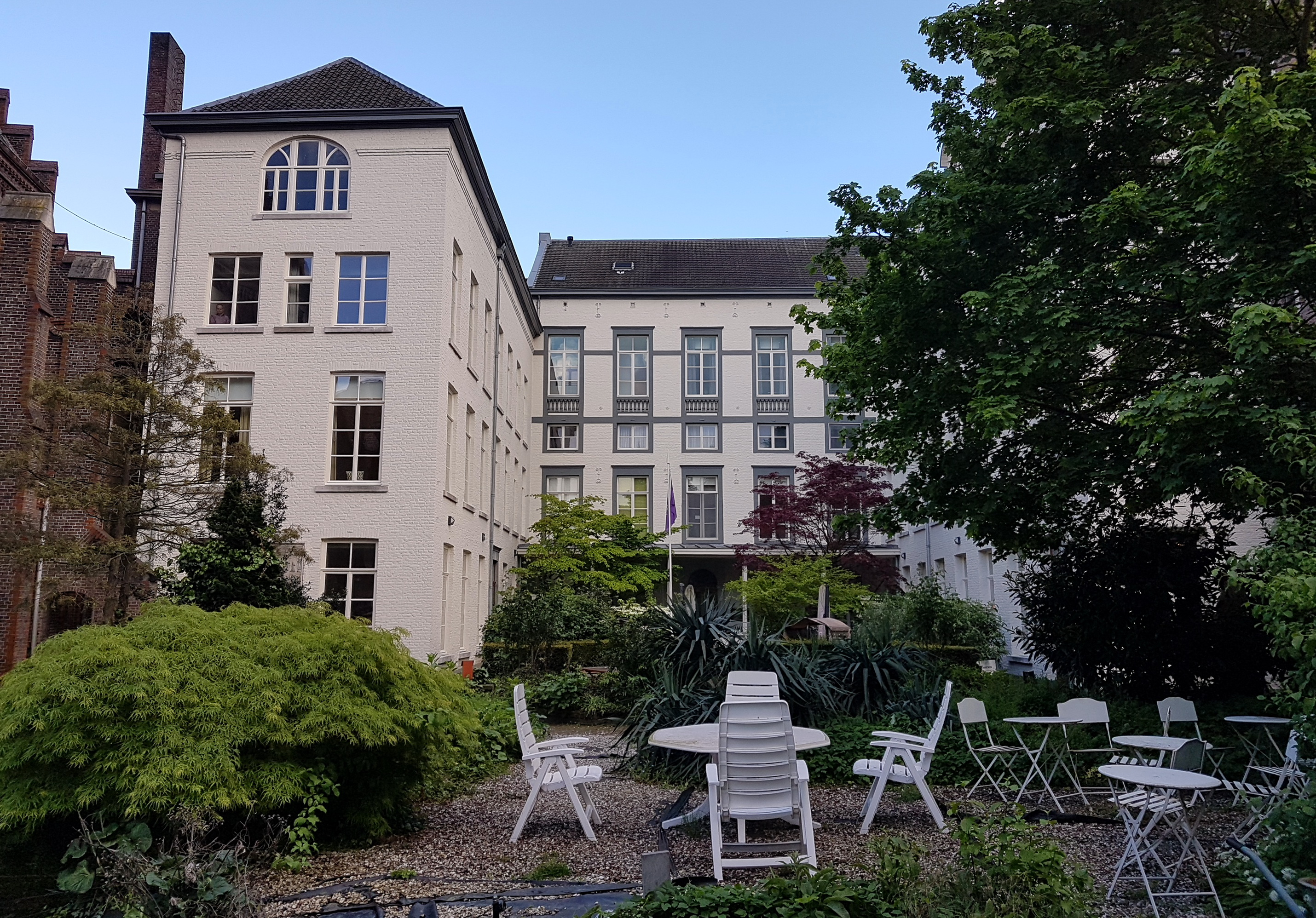
Tuin achter huis Bonhomme
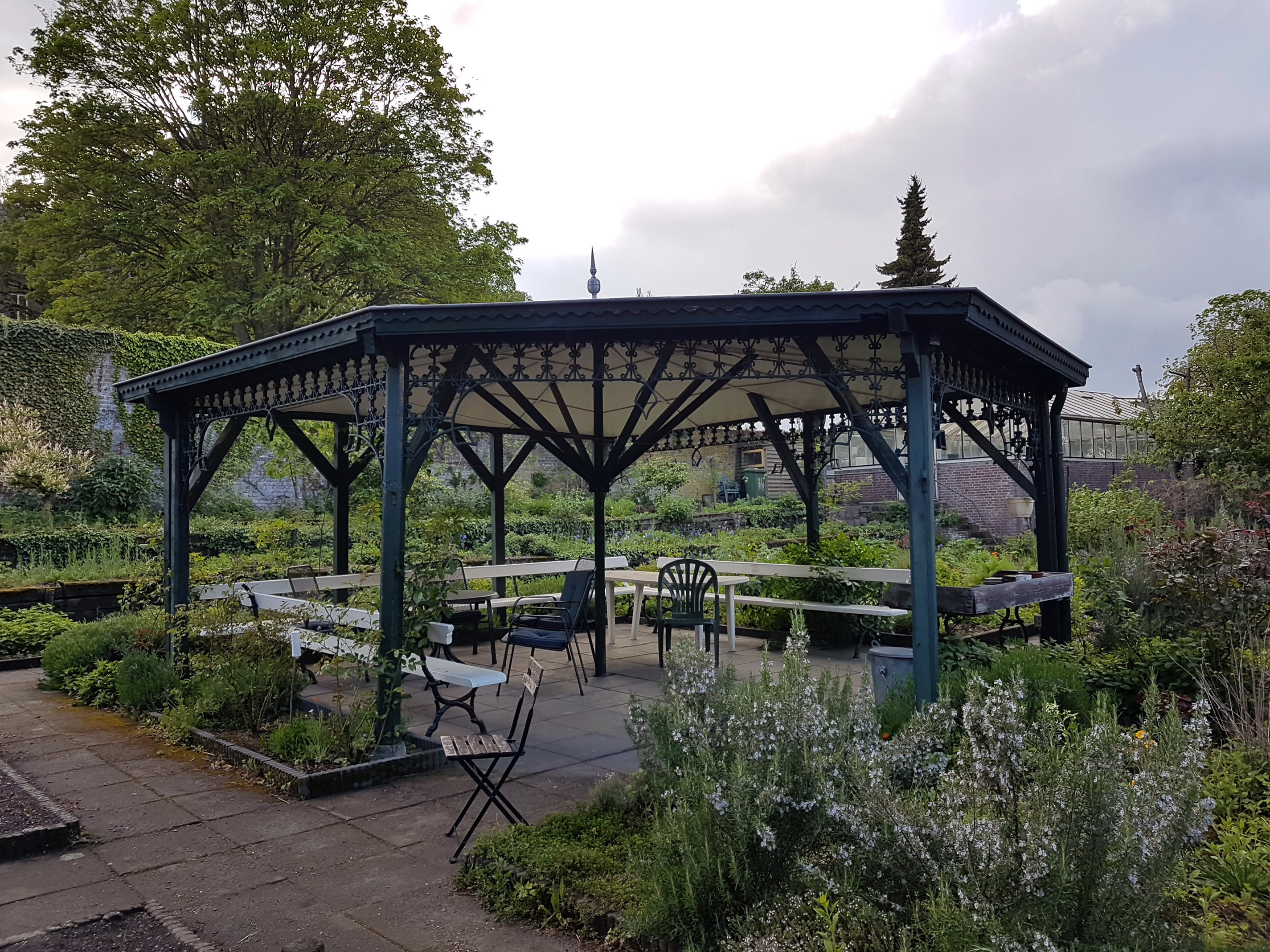
Tuinpaviljoen
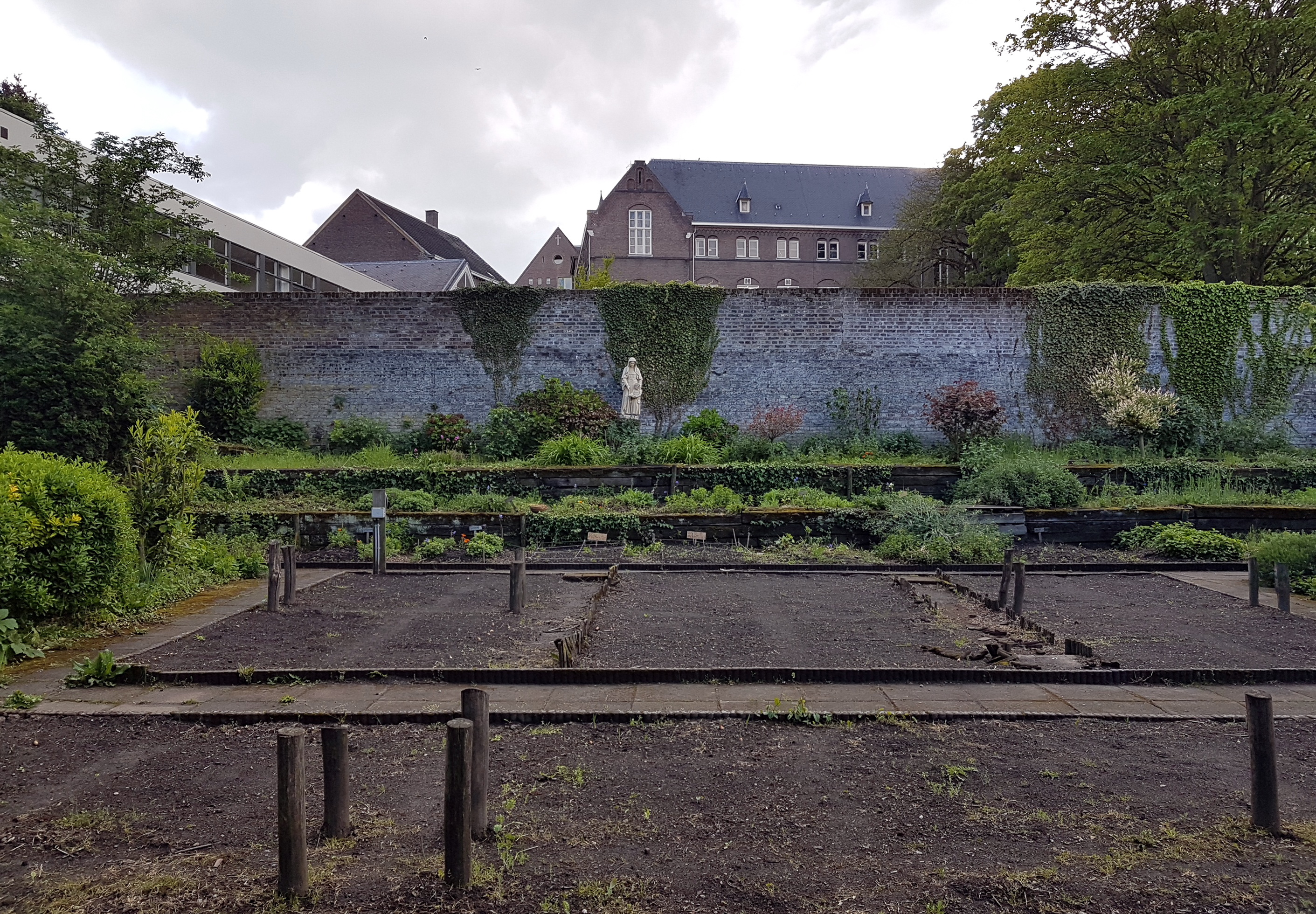
Moestuin met ursulinenbeeld
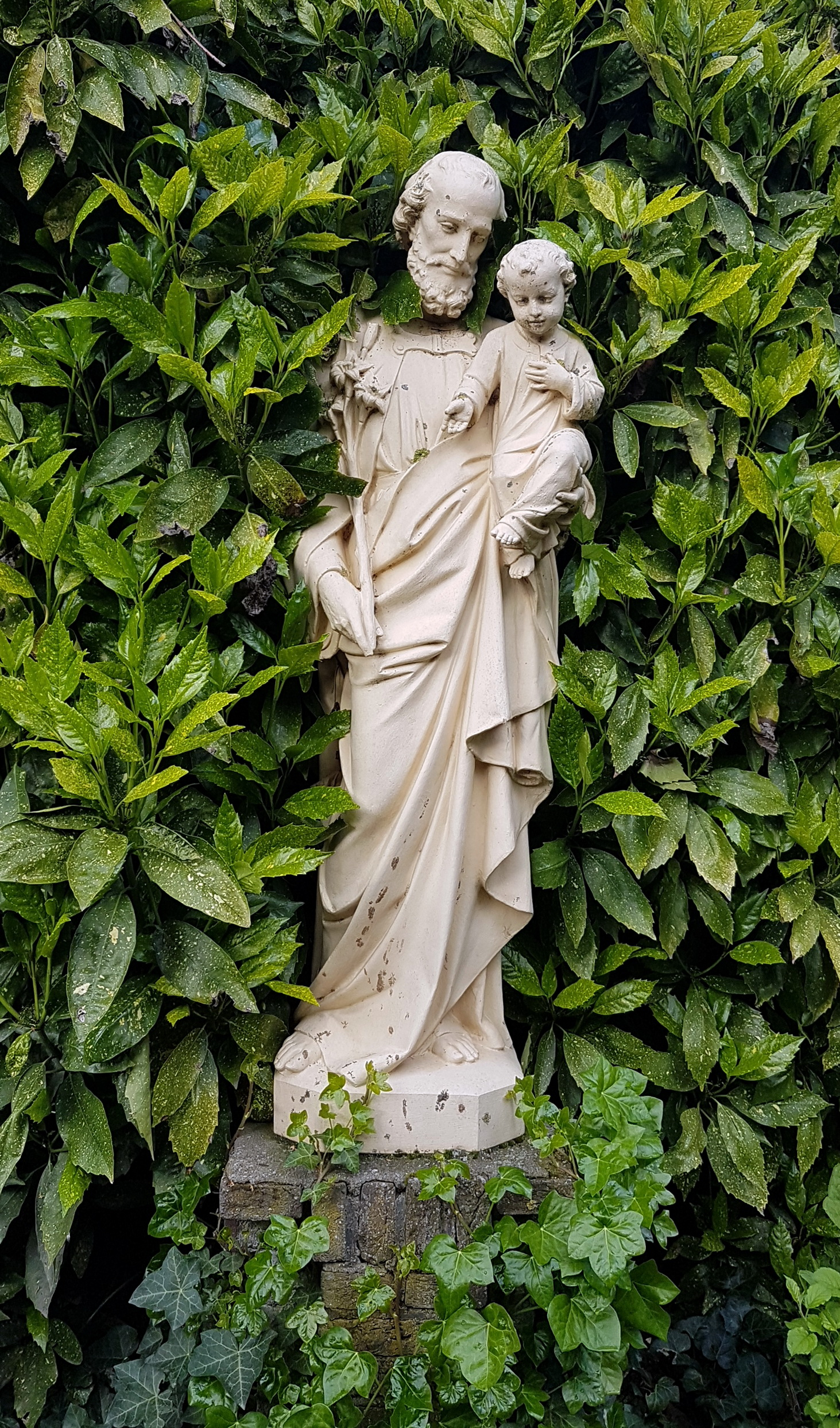
Sint-Jozef met kindje Jezus

### Kloosterkapel

#### Exterieur
Kayser ontwierp een driebeukige kapel met vijfzijdig gesloten priesterkoor in neogotische stijl. Op het dak staat een houten dakruiter met naaldspits, die met koper is bekleed. De zijgevels worden ondersteund door steunberen en luchtbogen, waartussen zich lancetvensters bevinden. De lage zijbeuk aan de kant van de Capucijnenstraat heeft merkwaardige vensters, die zijn samengesteld uit rondboog- en spitsboogvensters. Deze vormen een geleidelijke overgang naar het naastgelegen schoolgebouw in neoromaanse stijl. De muren zijn versierd met geglazuurde bakstenen en siermetselwerk. De korte zijden van het schip tonen de voor het oeuvre van Kayser typerende trapgevels.

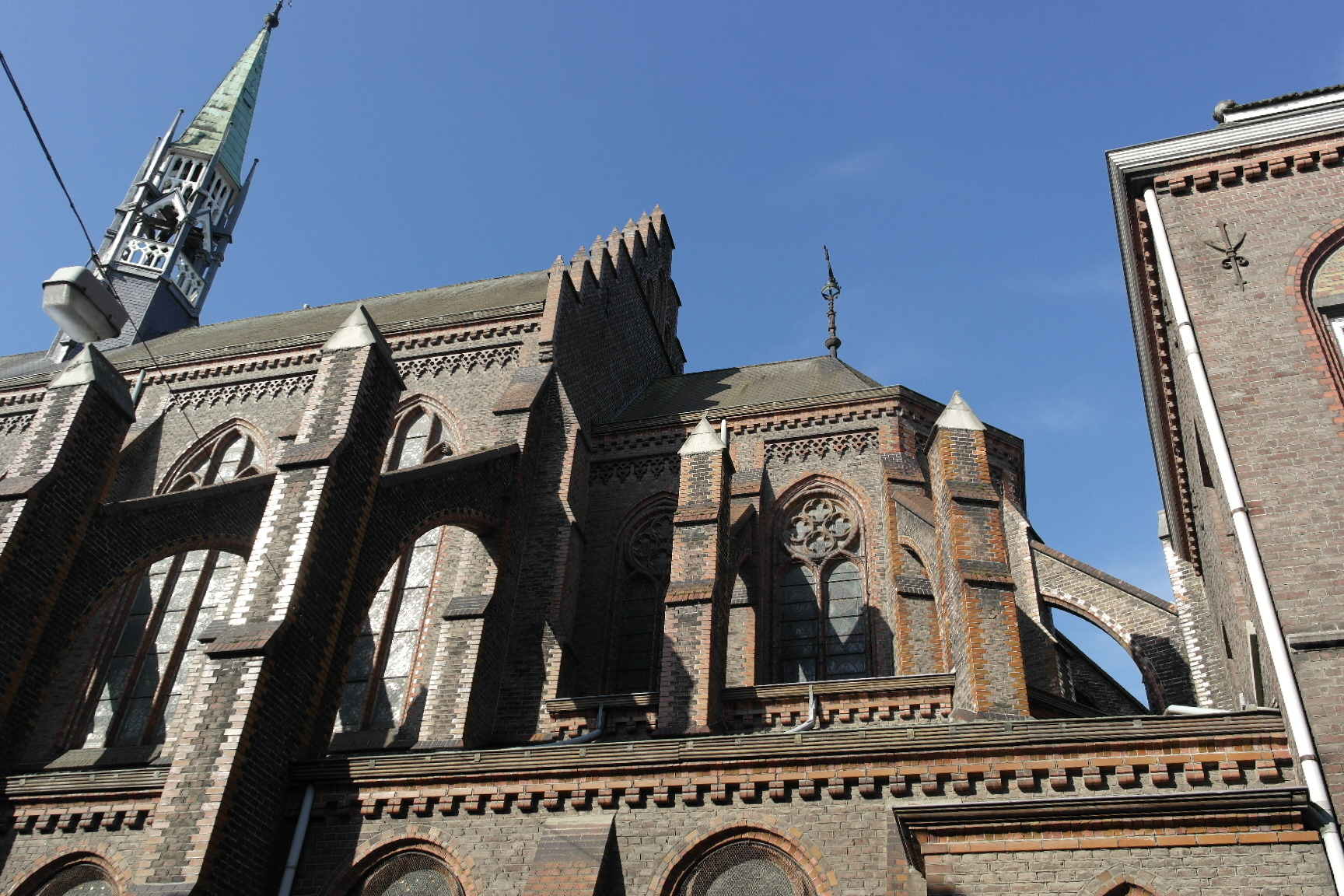
Vanaf de Capucijnenstraat
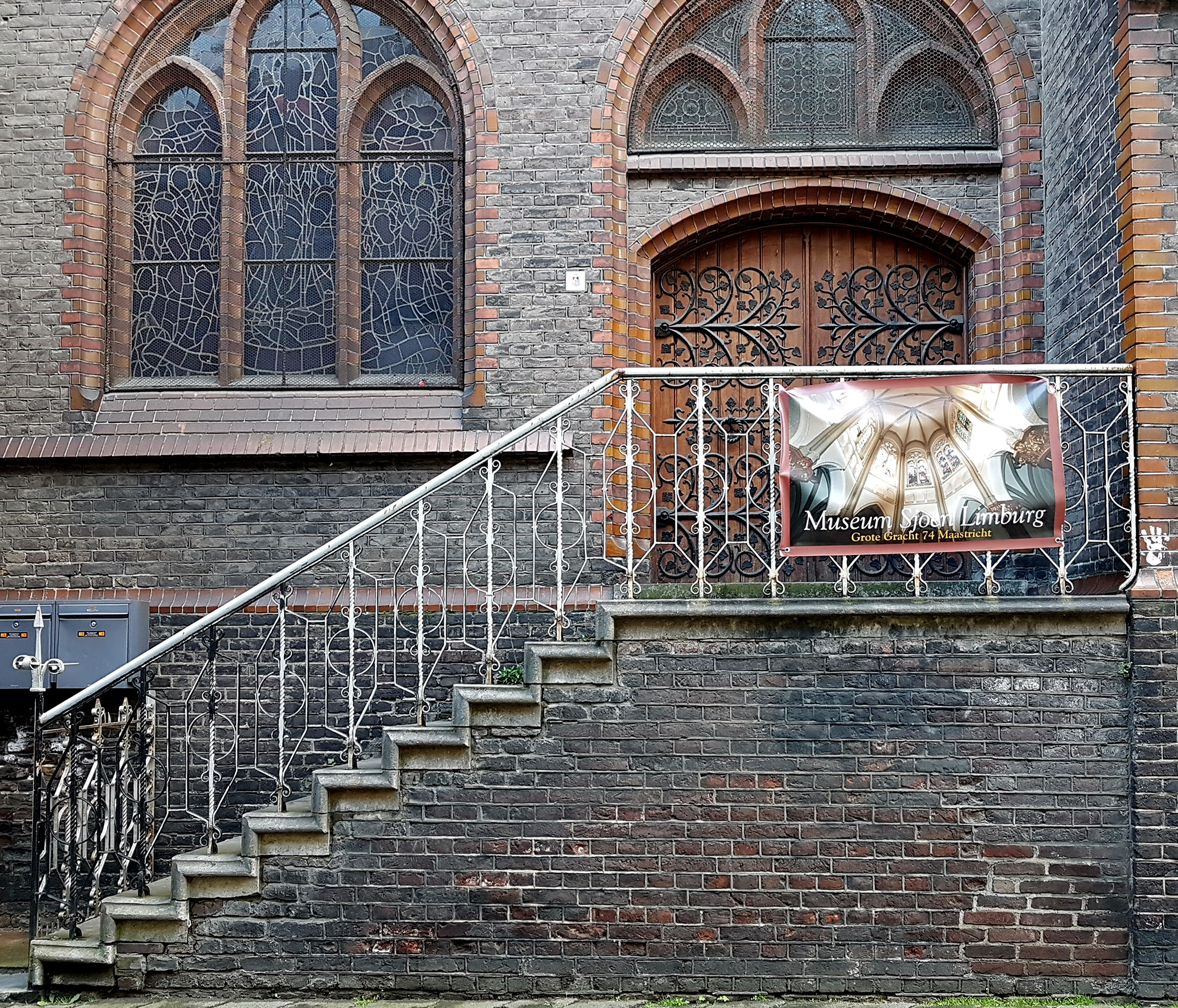
Idem, trap
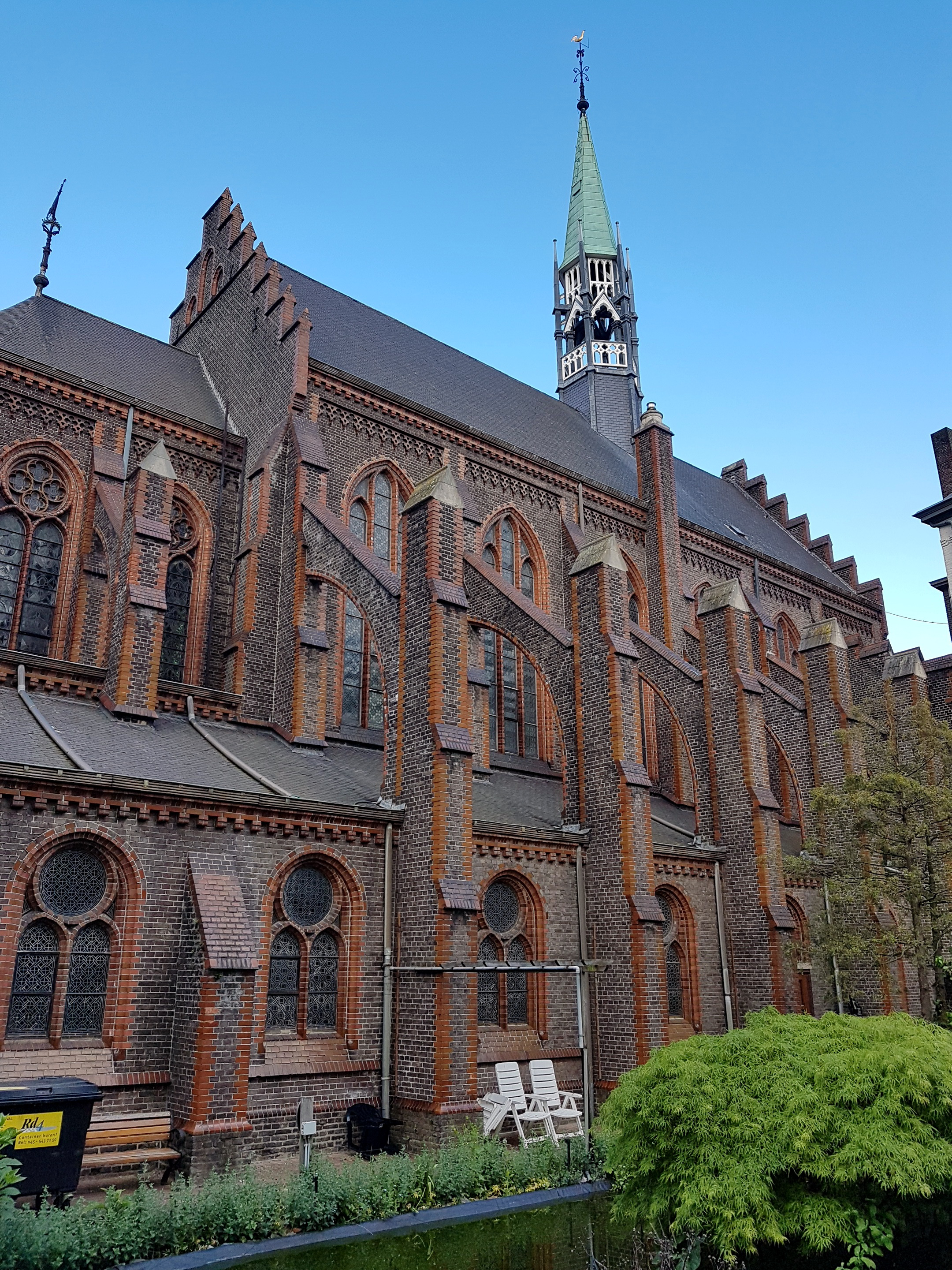
Tuinzijde
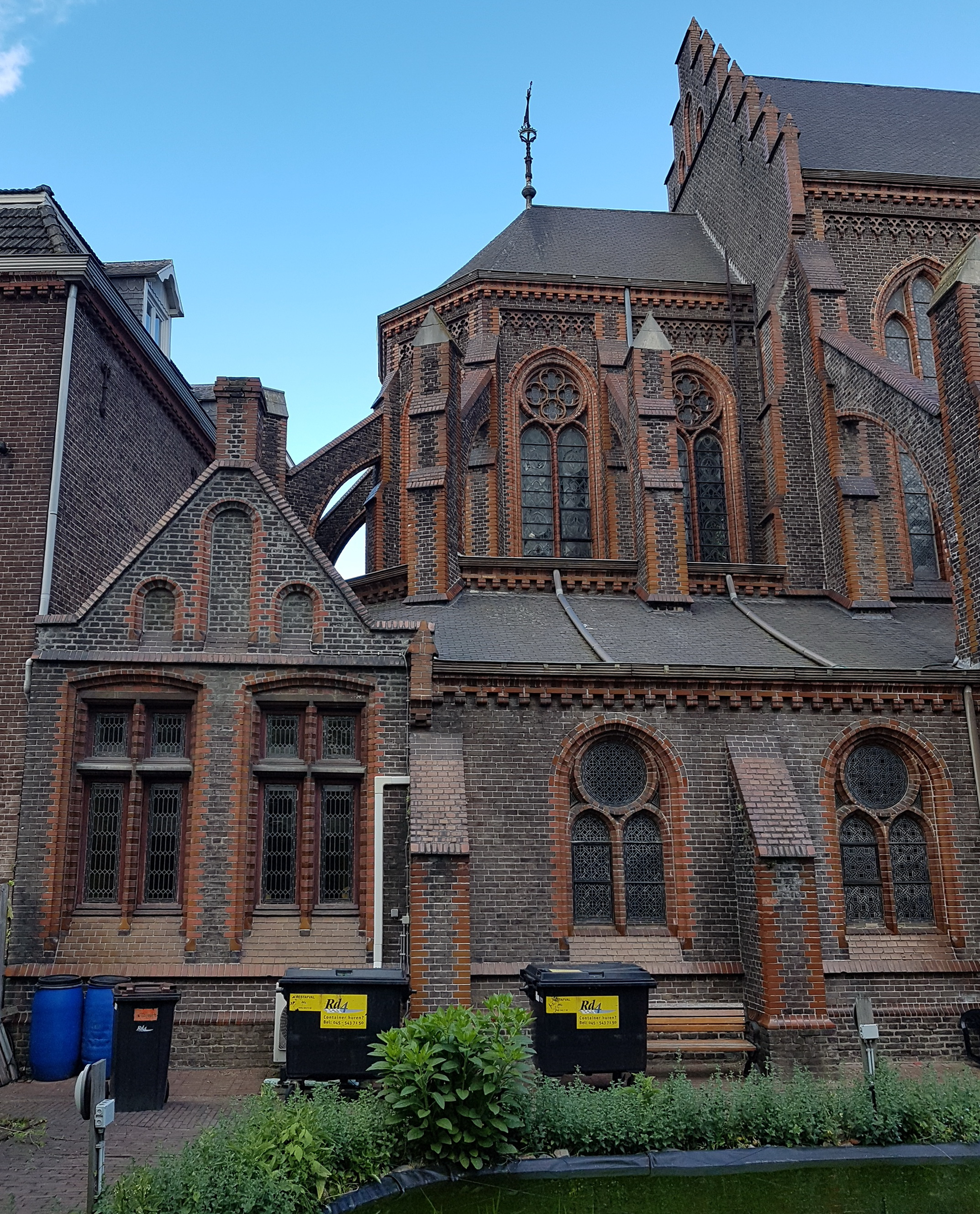
Idem, koorpartij

#### Interieur
De kapel heeft gemetselde kruisribgewelven. Het interieur is nog grotendeels in oorspronkelijke staat; alleen zijn de oorspronkelijk gepolychromeerde muren witgeverfd. De zijbeuken zijn door middel van paneeldeuren van het schip gescheiden, zodat de kerkruimte eenvoudig kan worden vergroot. De apsis heeft een kooromgang en wordt ondersteund door acht zwart marmeren zuilen met vergulde kapitelen in de Korinthische orde. De terrazzo vloer is ingelegd met een mozaïekpatronen in zwart, rood en wit. Bijzonder in het interieur zijn ook de glas-in-loodramen met episodes uit het leven van Heilige Ursula van Keulen, het marmeren hoofdaltaar en de communiebank van Leo Brom, en het orgel uit circa 1870 van de firma Pereboom & Leijser.

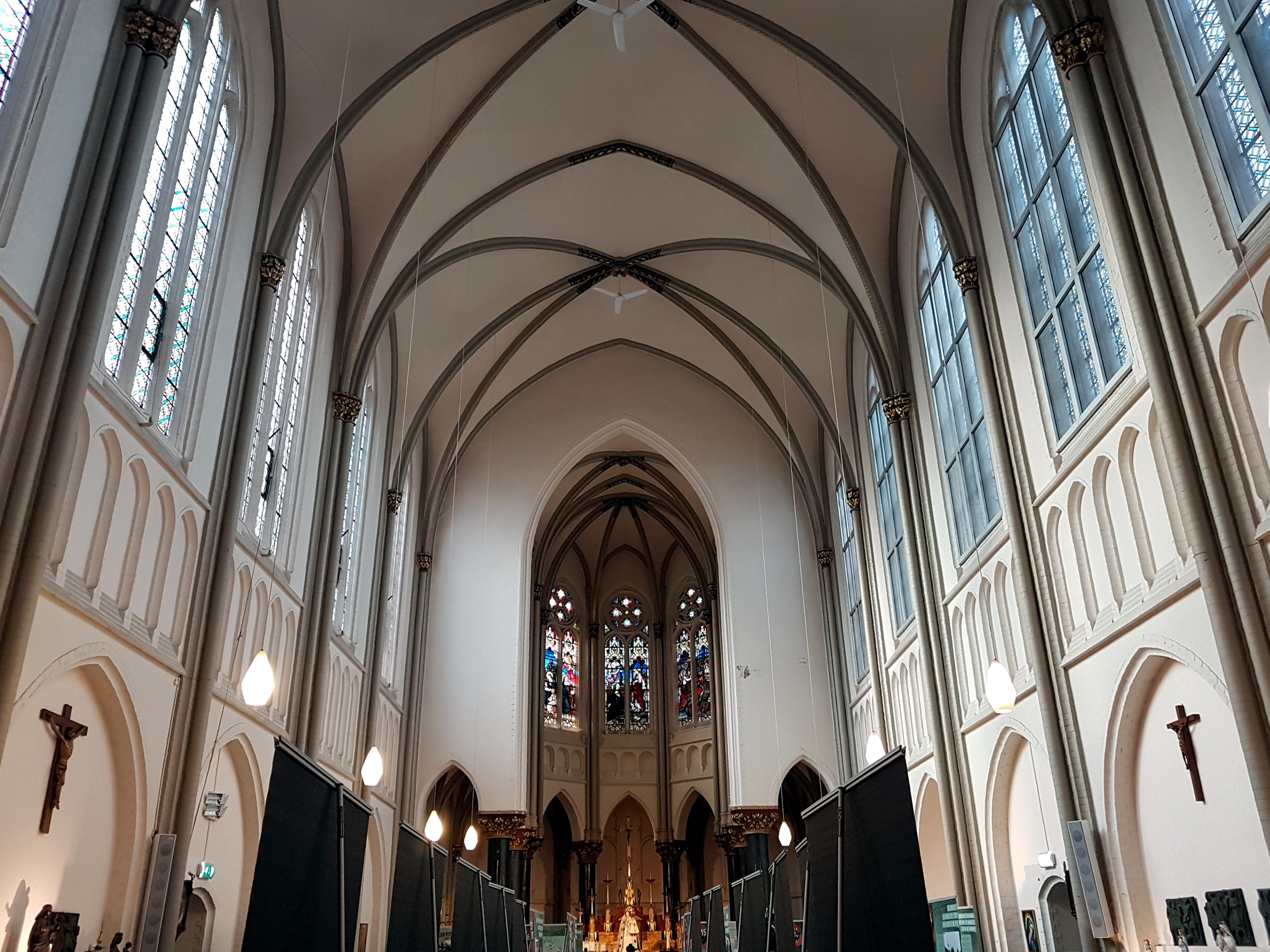
Zicht naar het koor
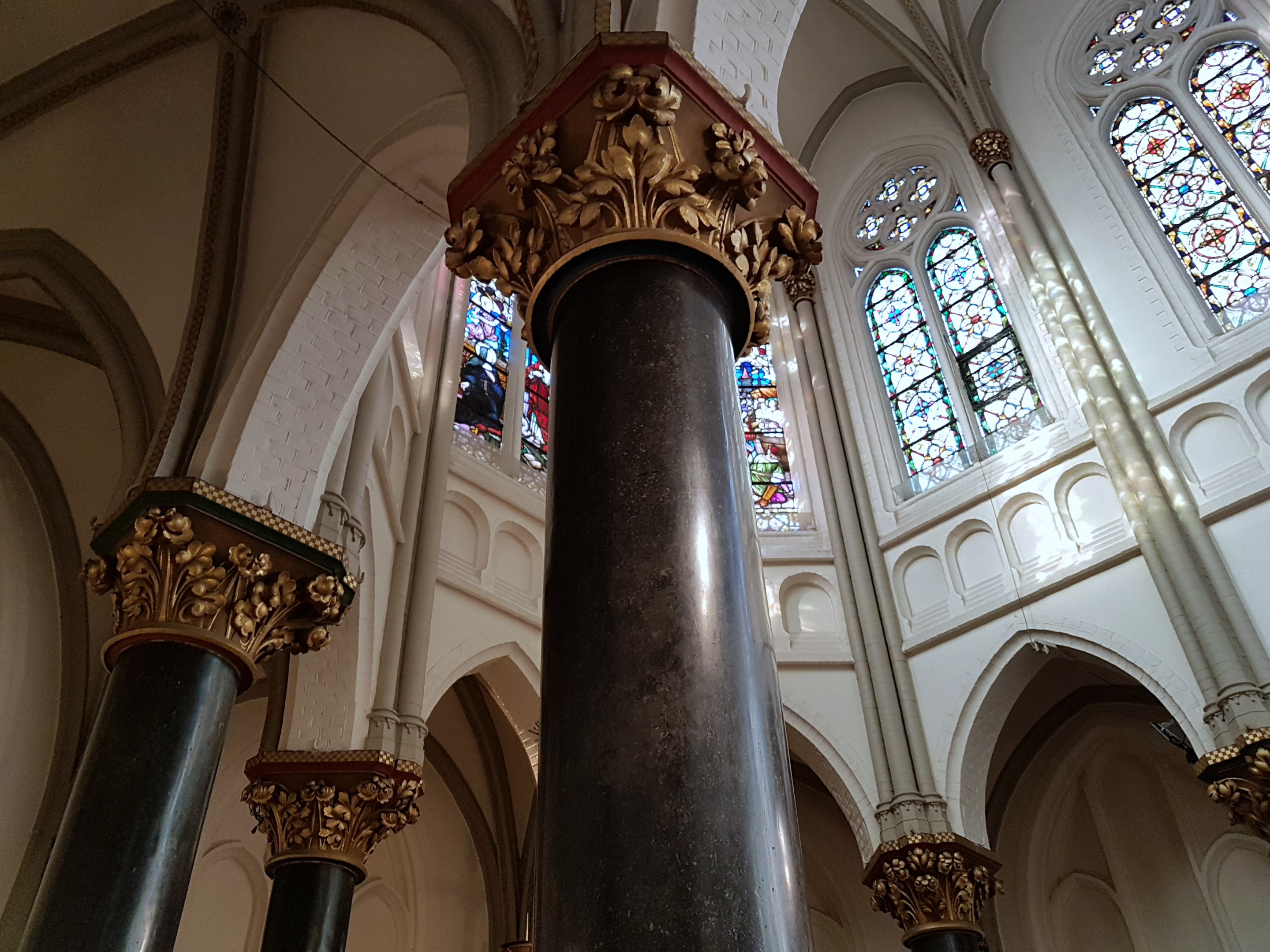
Kooromgang met zwart marmeren zuilen
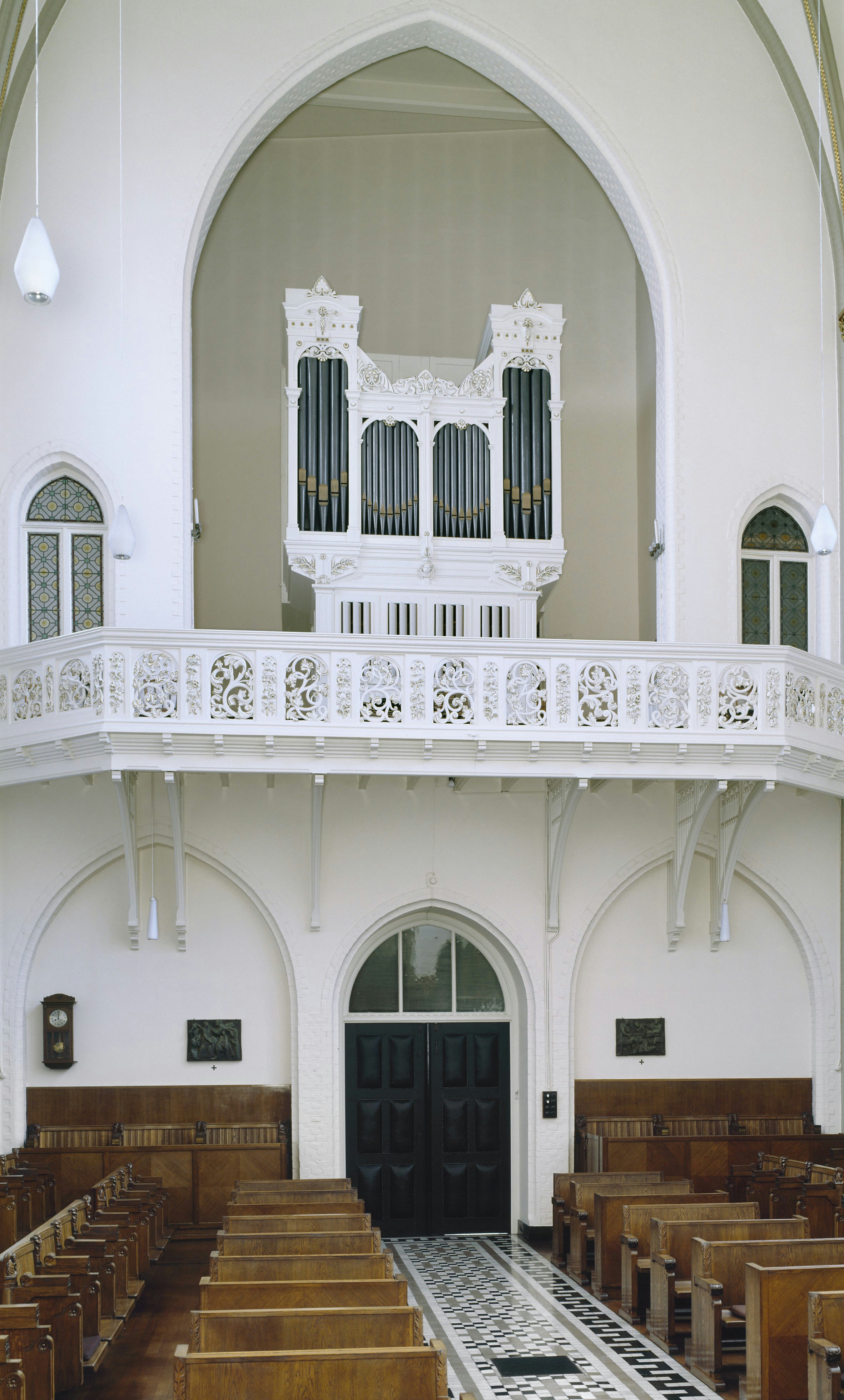
Orgel en orgeltribune
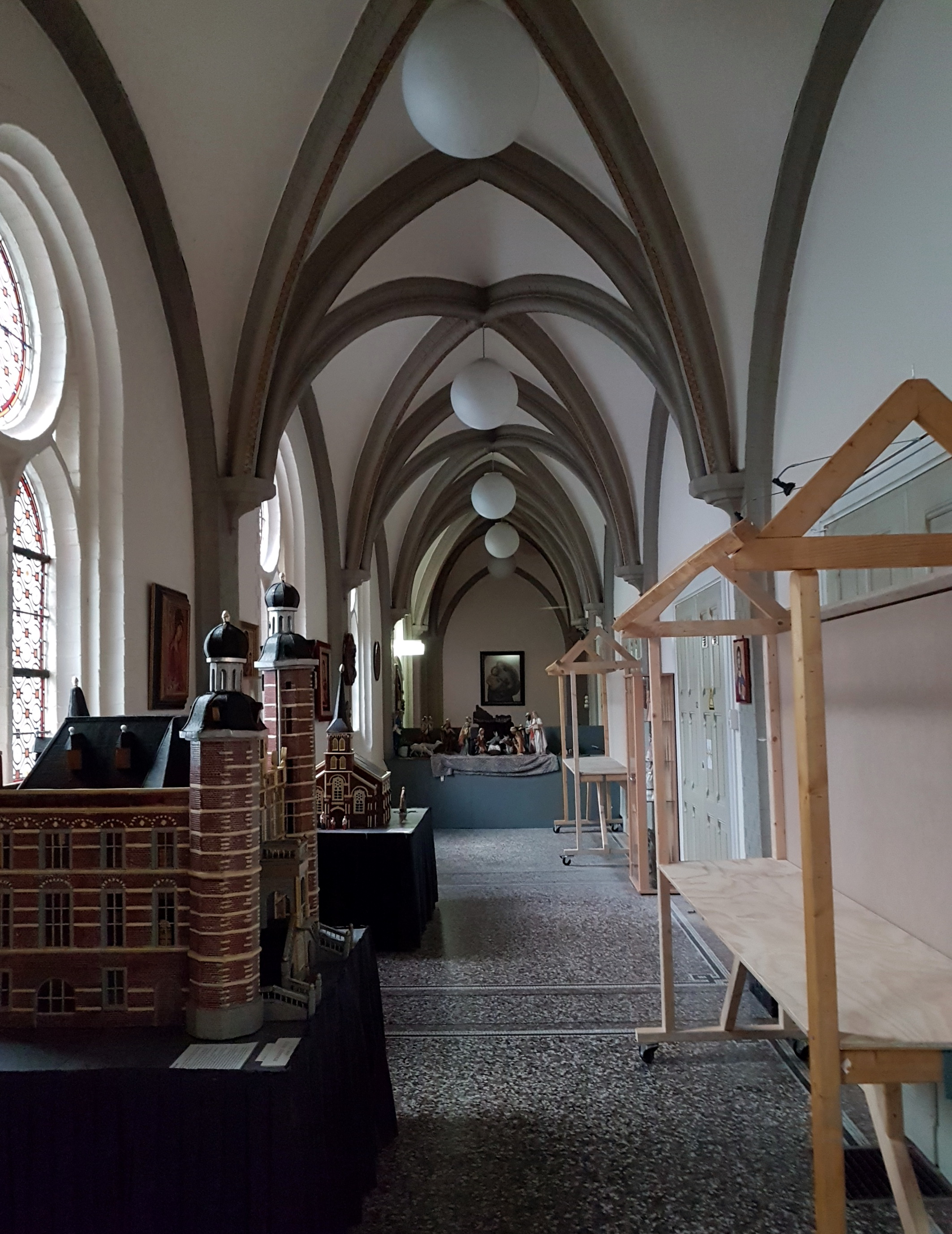
Zijbeuk annex kloostergang

### Ursulinenscholen

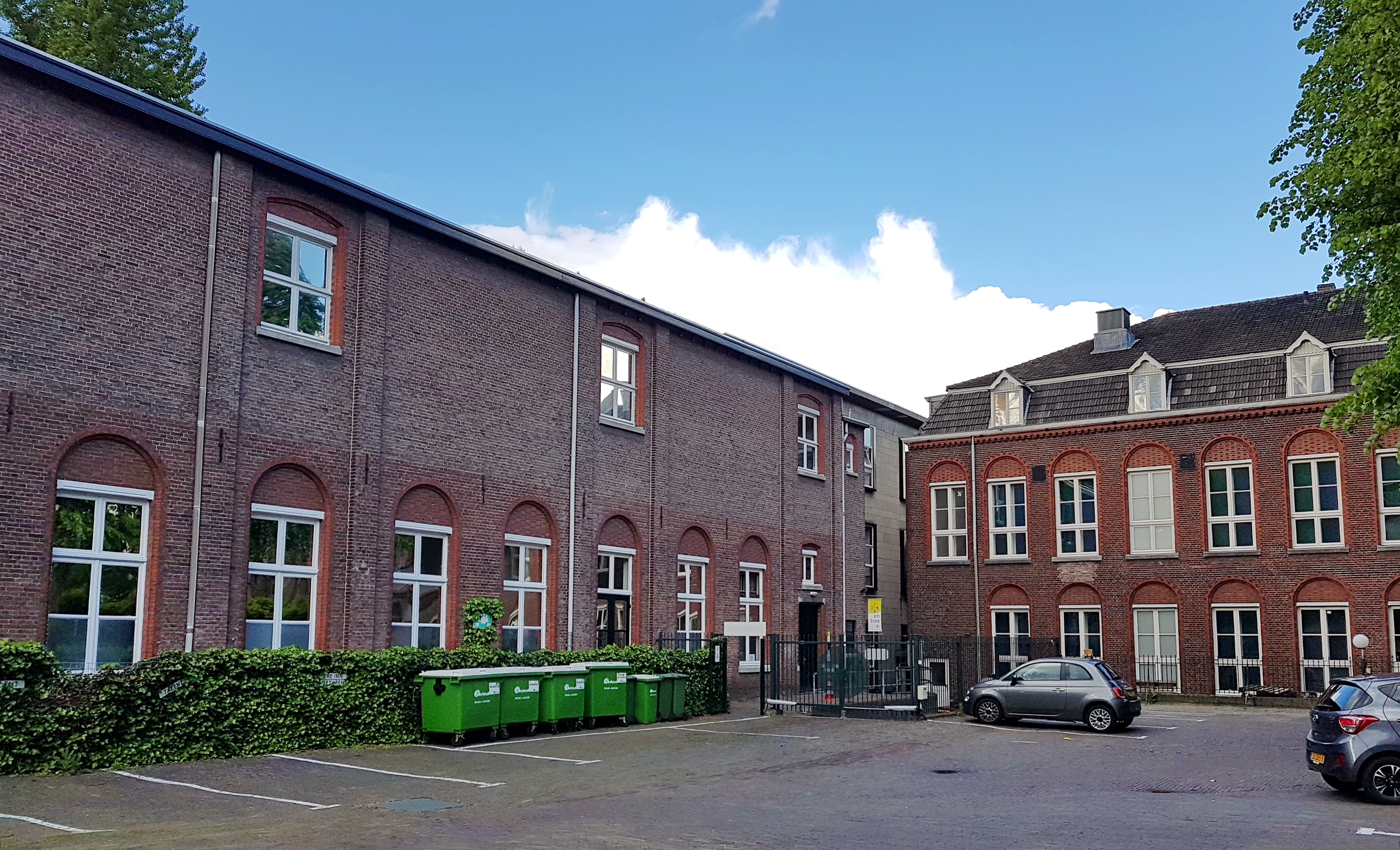
Lagere meisjeschool (achterzijde)

De ursulinen gaven aanvankelijk les in de bestaande panden aan de Grote Gracht. In 1888 besloot moeder-overste Ulens tot de bouw van een lagere meisjesschool aan de Capucijnenstraat, waar rond diezelfde tijd de neogotische kloosterkapel verrees. De meisjesschool is een sober gebouw in neoromaanse stijl. De lange gevel telt negen vensterassen over twee verdiepingen. De vensters worden omlijst door rood geaccentueerde rondbooglijsten met boogvullingen van rode en gele baksteen. In 1916 startten de zusters met middelbaar onderwijs voor meisjes in het huis Cumberland ("In den hertog van Comberland"), dat in 1927/28 moest wijken voor een nieuw schoolgebouw, het Jeanne d'Arclyceum. De architecten Willem Sandhövel en Victor Marres ontwierpen een fors gebouw met een gevel in een expressieve baksteenarchitectuur, met kenmerken van de Amsterdamse School. Met name het vooruitspringende middendeel is rijk gedecoreerd. Hierachter bevindt zich het trappenhuis, dat versierd is met tegels en glas-in-loodvensters. In 1938 werd het lyceum uitgebreid met een smaller deel ter linkerzijde, ontworpen door Alphons Boosten. Dit deel lijkt sterk op de in 1933 door dezelfde architect voltooide kweekschool van de ursulinen, om de hoek in de Capucijnenstraat. Beide gebouwen zijn bekleed met lichtgele kalksteenplaten op een plint van zwartgrijze basalt. Beide gebouwen zijn gedecoreerd met beeldhouwwerk van Charles Vos: aan de Grote Gracht staat op een afgeschuinde hoek een beeld van Maria; de Capucijnenstraat een beeldengroep in halfreliëf, die de zorgzaamheid van de ursulinen voor kinderen uitbeeldt.

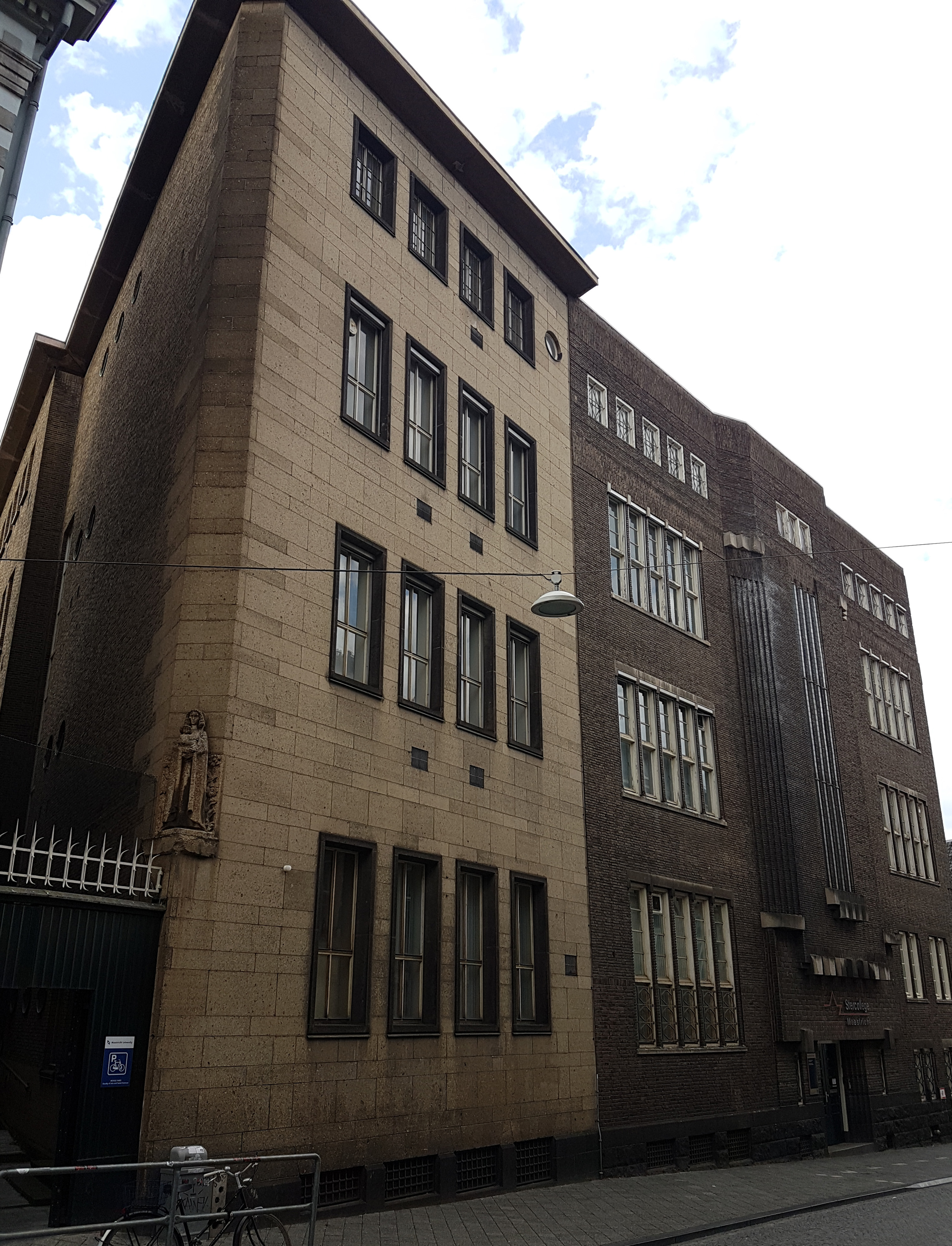
Lyceumgebouwen Grote Gracht
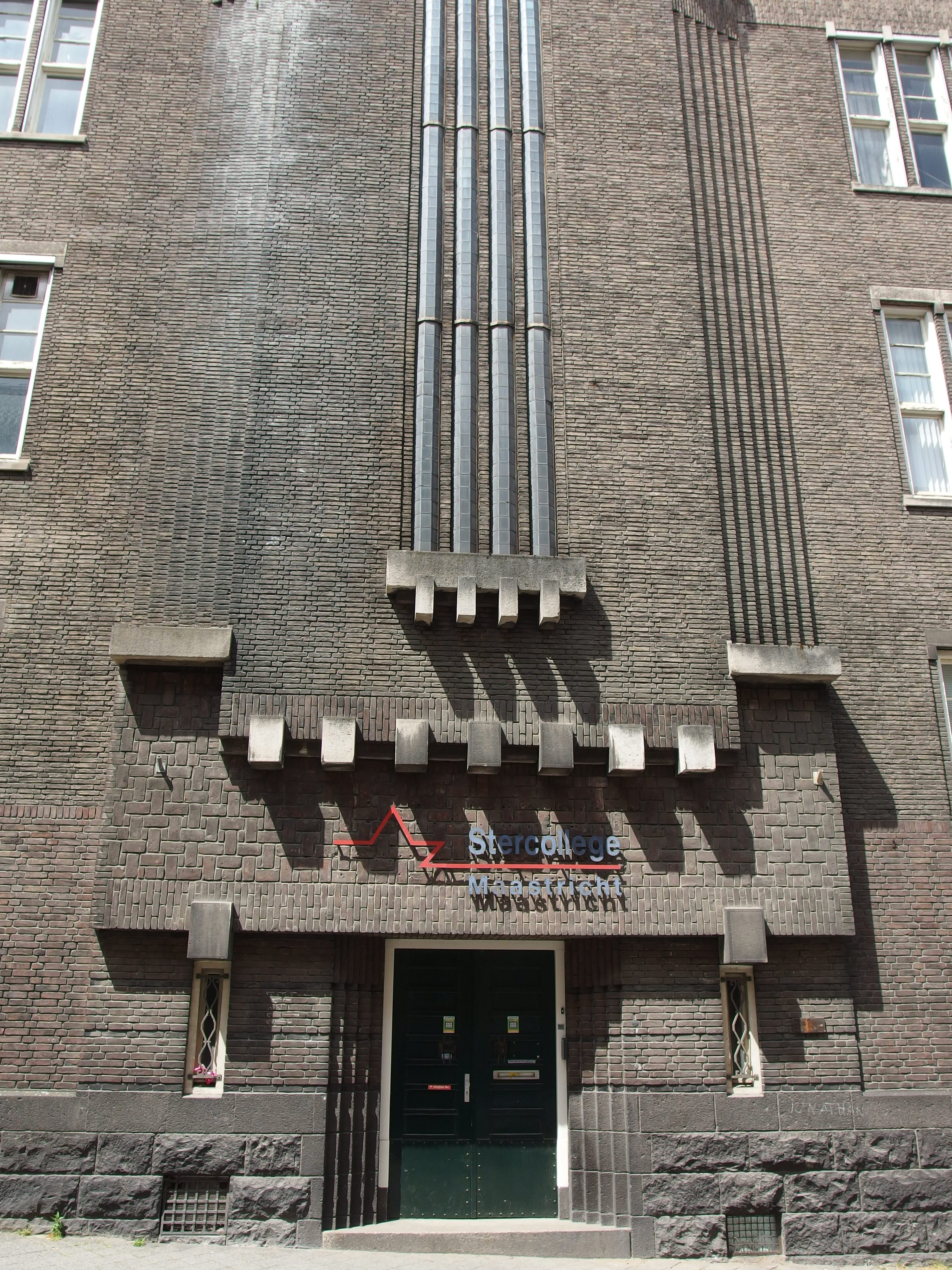
Detail lyceum (Sandhövell)
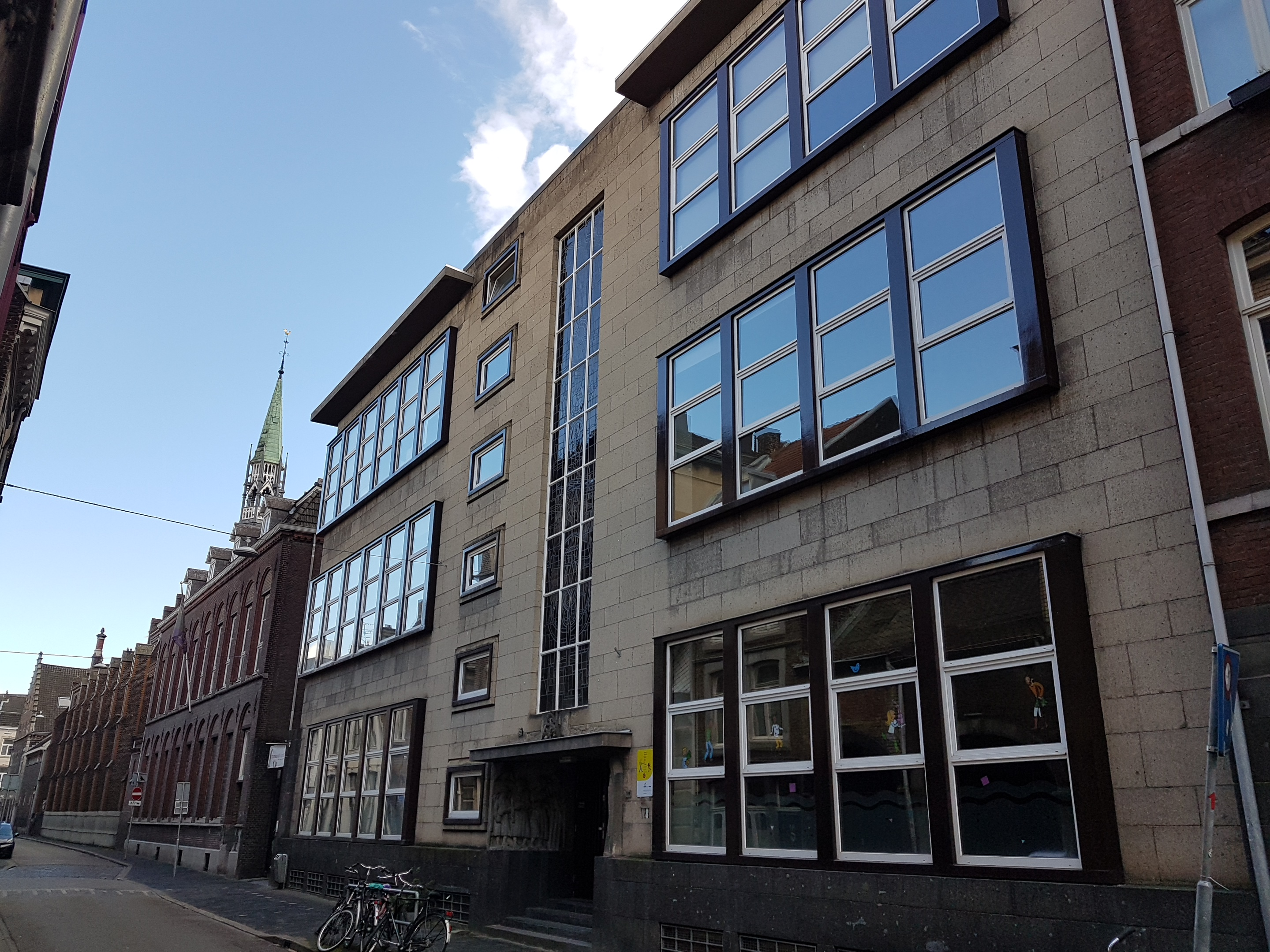
Kweekschool en lagere school Capucijnenstraat
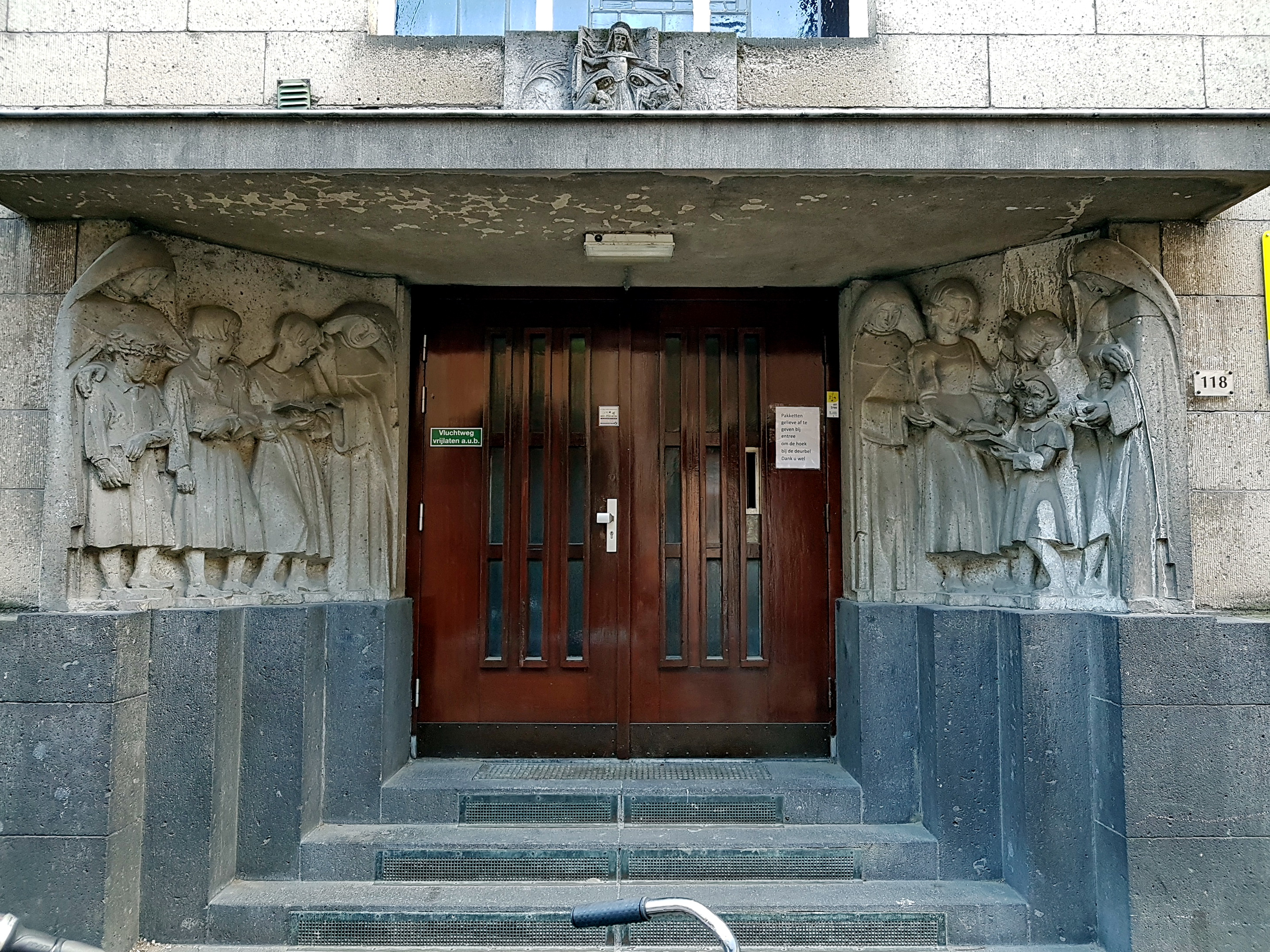
Detail kweekschool

### Elders in Maastricht
De Ursulinen van de Romeinse Unie bezaten begin twintigste eeuw in Sint Pieter een buitenhuis, Villa Maaszicht, en een kloostergebouw, beide aan de Ursulinenweg gelegen. De villa was, na afbraak van een eerdere woning, in 1873 gebouwd op het vroegere landgoed "Maeszigt" en werd hiernaar vernoemd. Opdrachtgever was de behangselfabrikant André Claereboets (1796-1886); het ontwerp was van architect Albert Slootmaekers s.j. (1814-1875). In 1877 stelde Claereboets, van wie twee van zijn vier dochters waren ingetreden bij de ursulinen, Maaszicht gedeeltelijk ter beschikking voor de wekelijkse uitstapjes van de pensionaires en voor de zomervakantie van de zusters. Na het overlijden van André Claereboets in 1886, verkochten zijn dochters het landgoed aan de ursulinen. Op het villaterrein verrees een vrijstaand gebouw met spitsboogvensters, bedoeld als klooster en kloosterkapel (thans verbouwd tot woonhuis). Ernaast ligt de Lourdesgrot van Sint Pieter uit circa 1880, met een half open bidkapel. Tegen de zijwanden zijn een groot aantal ex voto's aangebracht. Claereboets liet een eerdere versie van de grot in 1874 bouwen, nadat hij een jaar eerder op 61-jarige leeftijd met zijn dochter Eveline (1838-1903) een bedevaart had gemaakt naar Pairay-le-monial en Lourdes. De Lourdesgrot bij Maaszicht behoort tot de oudste in Nederland. Het huis met tuinen werd in 1952 verkocht aan een particulier. Vanaf dat jaar maakten de zusters en hun pensionaires gebruik van de Withuishof in Amby als buitenverblijf, "Casa Angela" genoemd.
Achter de parochiekerk van Sint-Pieter boven ligt een kerkhof waarop een groot aantal religieuzen een laatste rustplaats heeft gevonden. Het gedeelte van de ursulinen ligt in een hoger gelegen deel; het gezamenlijke grafmonument is tegen de westelijke kerkhofmuur geplaatst. De straat waaraan zowel het kerkhof als de toegang tot de villa en de kapel liggen, heet sinds 1920 Ursulinenweg. Nabij de kerk van Sint-Pieter beneden liggen, op de hoek van de Burgemeester Ceulenstraat en de Bergweg, de lagere school en bewaarschool die de ursulinen vanaf 1907 bestierden, maar in 1945 aan de zusters van het Arme Kind Jezus overdroegen. De naam van de school veranderde toen van "Sint-Ursula" naar "Regina Pacis".
Maastricht telde, naast de Ursulinen van de Romeinse Unie, twee andere vestigingen van ursulinen. Aan de Scharnerweg, vlak bij het Koningsplein-Oranjeplein, waren van 1922 tot 1982 de Ursulinen van Sint Salvator gevestigd. Deze zusters waren afkomstig uit Roermond en stichtten in Maastricht een bewaarschool, een lagere school en in 1938 een ulo-school voor meisjes. Het markante gebouw op de hoek Scharnerweg-Hunnenweg is in 1922 ontworpen door Alphons Boosten en Jos Ritzen. De centrale entree, onder een halve boog en tussen twee schuin geplaatste hoekerkers, gaf links toegang tot de school, rechts tot het klooster.
Een groep uit Frankrijk verdreven Ursulines de Jésus dites de Chavagnes vestigde zich in 1904 in het landhuis "Bel Air" in Limmel (tegenwoordig Nazareth), dat ze Huize Nazareth noemden, naar de in de buurt gelegen gelijknamige pachthoeve van kasteel Bethlehem. De aanvankelijk nauwelijks Nederlands sprekende zusters hadden er een school, een meisjespensionaat en een kosthuis voor bejaarde dames. De in 1908 geopende kostschool werd in 1946 omgevormd tot schippersinternaat. De school werd in 1972 opgeheven en in 1981 vertrokken de laatste vier zusters. Van de gebouwen is niets meer over.

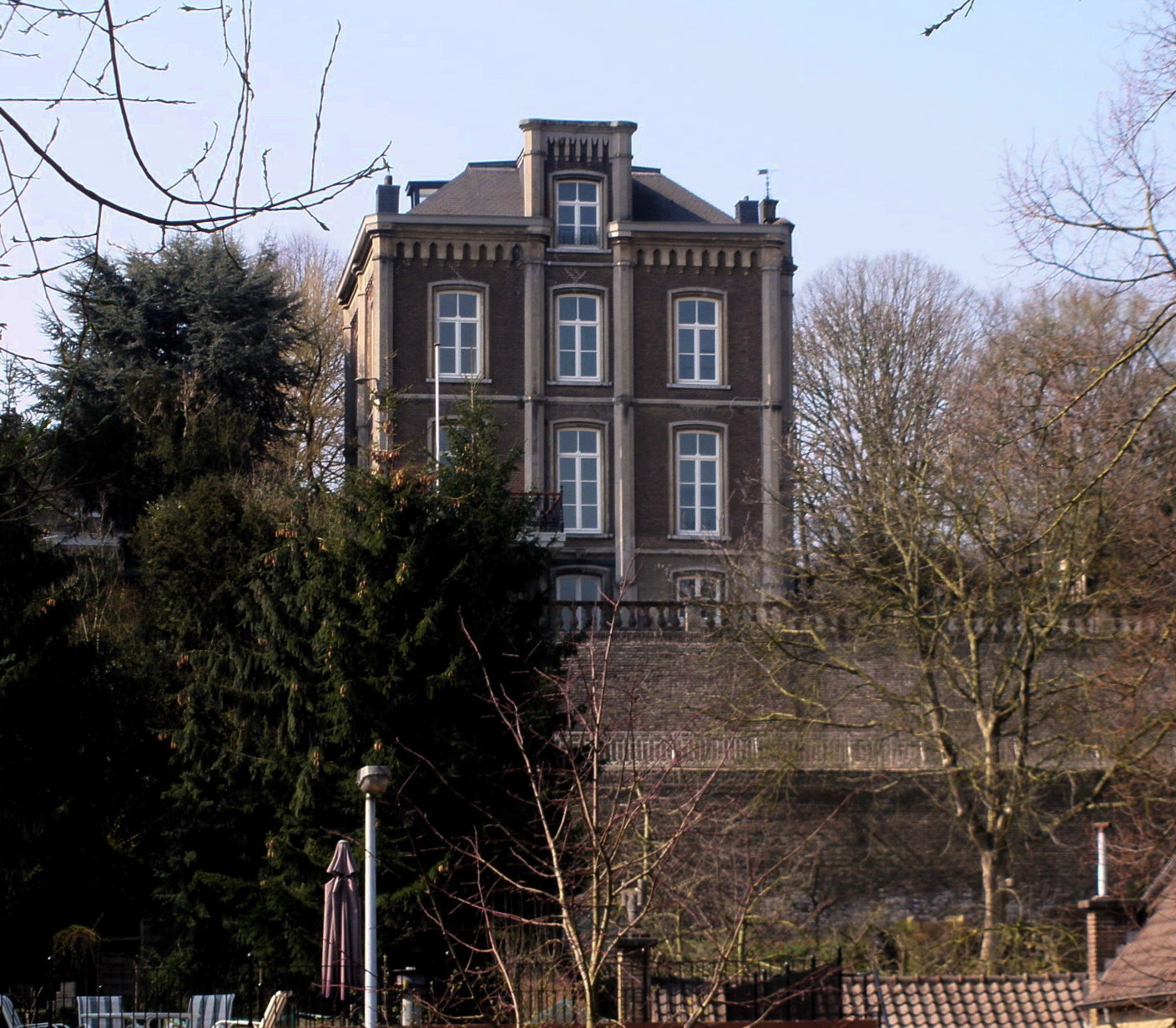
Villa Maaszicht tegen de helling gebouwd
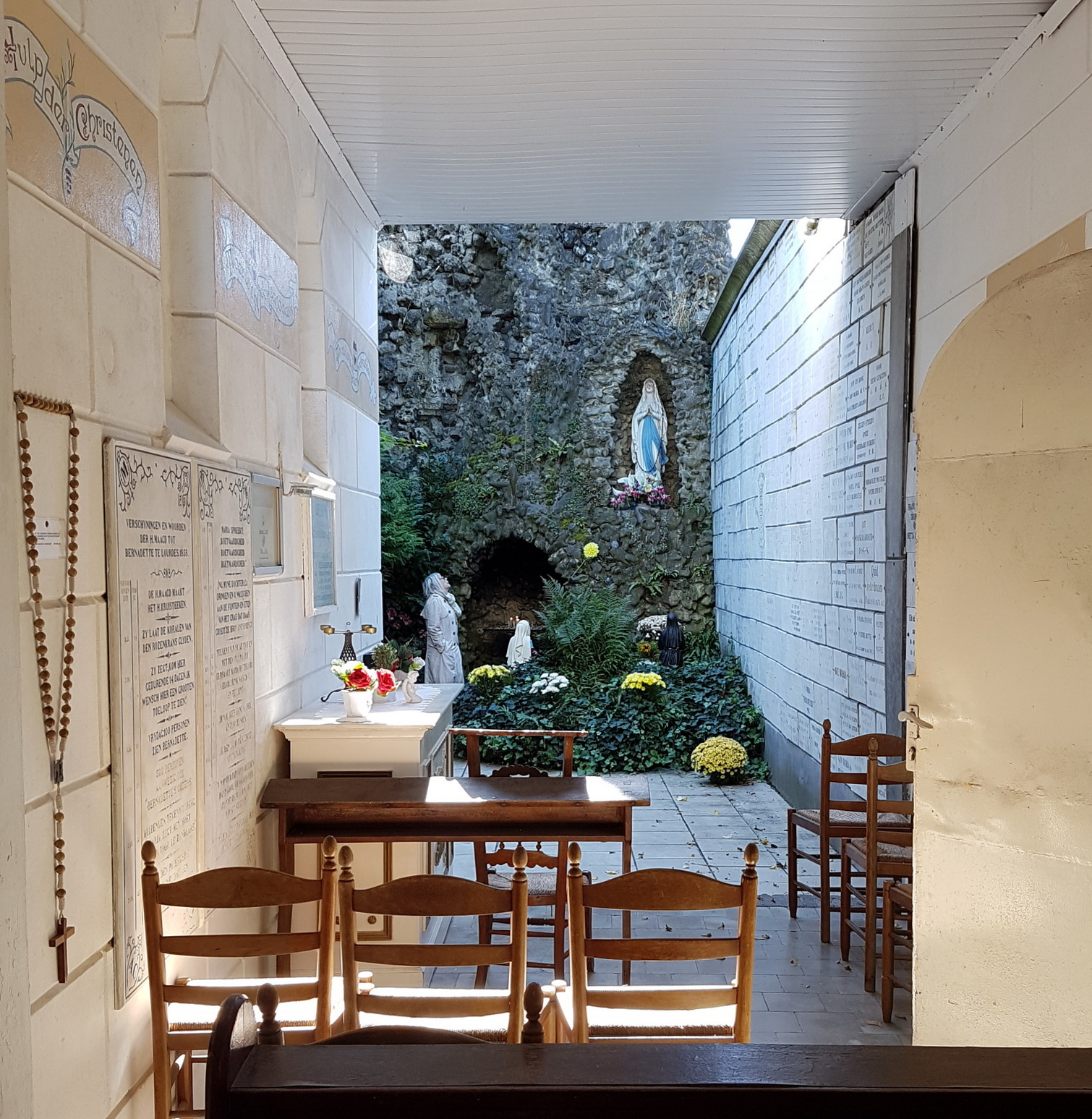
Lourdesgrot gezien vanuit de bidkapel (met ex voto's)
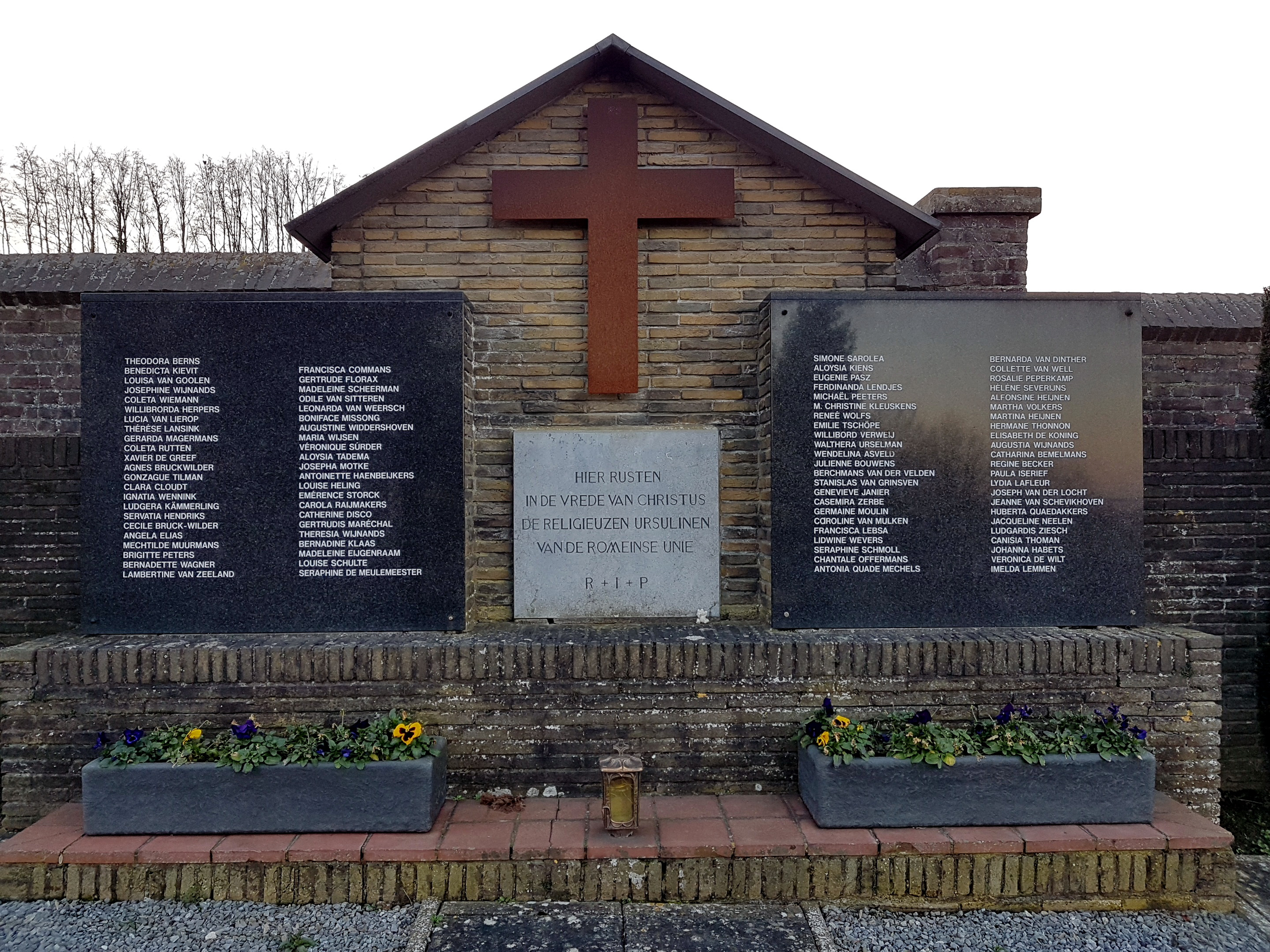
Ursulinenmonument op het kerkhof van Sint-Pieter boven
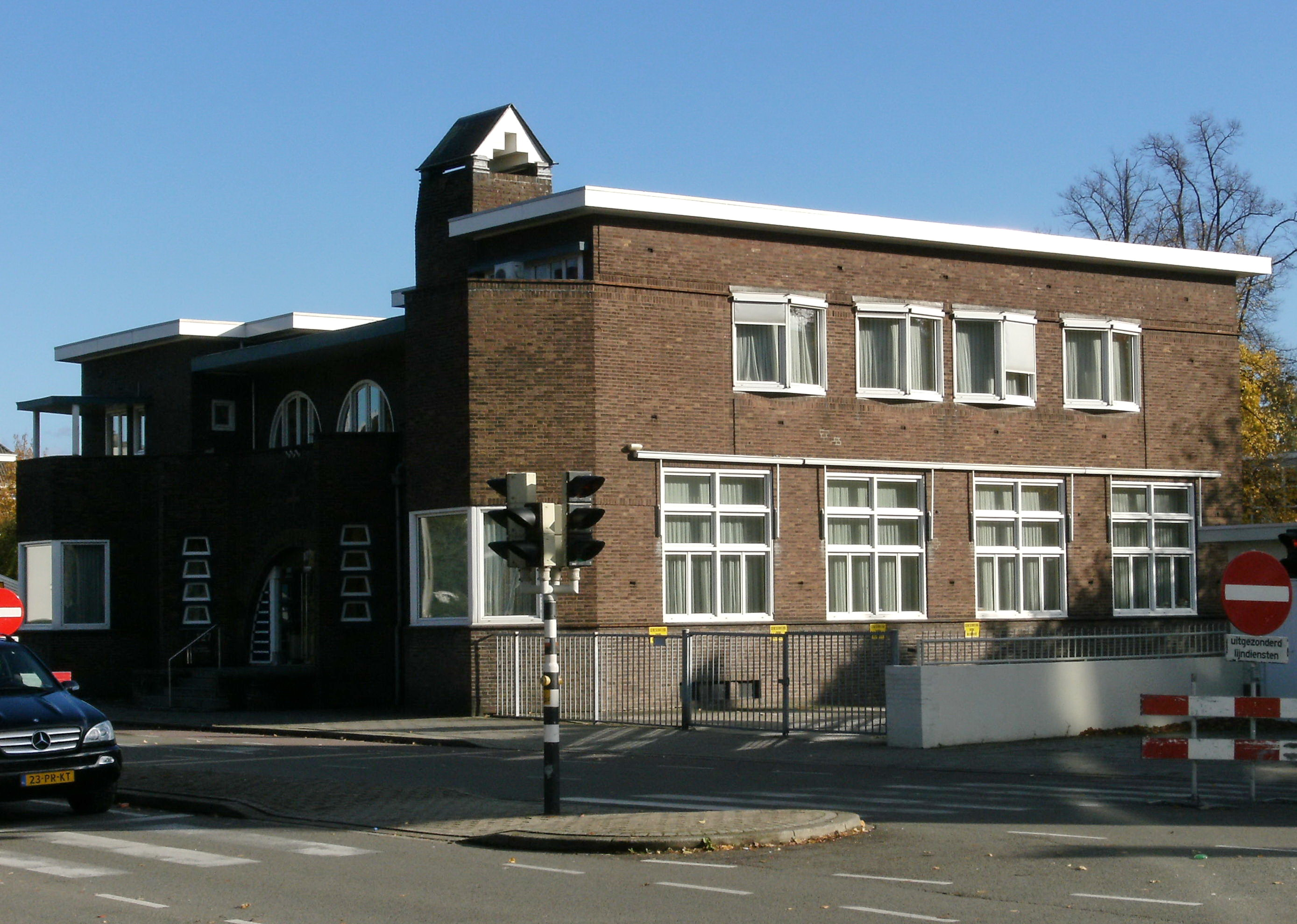
Vm. klooster Scharnerweg en Sint-Angelaschool

* betekent: niet langer in gebruik voor religieuze doeleinden; ** betekent: (deels) gesloopt, verdwenen